# Calotte de moulin
Pour les articles homonymes, voir Calotte.

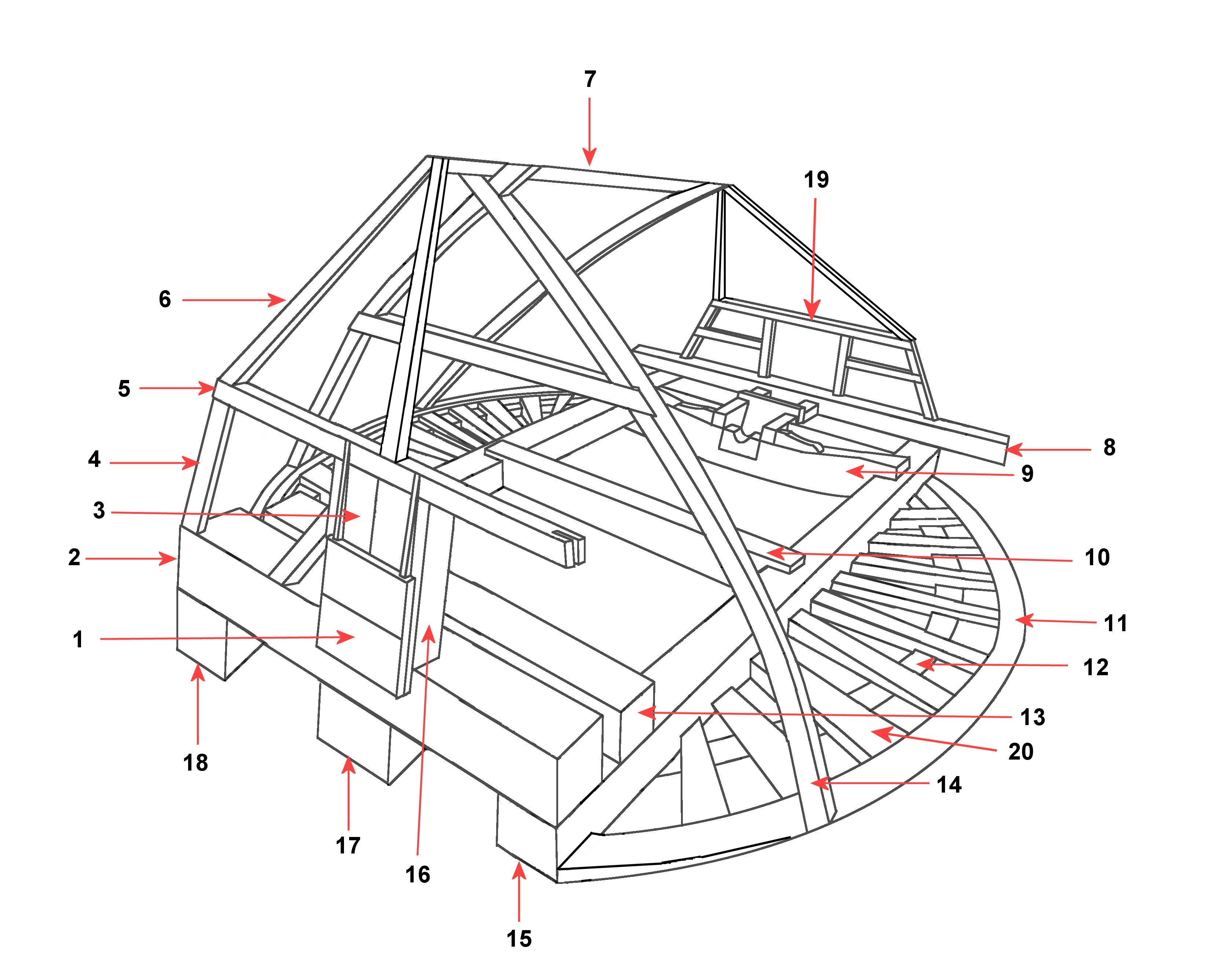
Vocabulaire de moulinologie français (néerlandais). Composants d'une calotte:
1=_(steenbord), 2= poutre marbrière (windpeluw), 3=luon (keerstijl), 4=_(hoekstijl), 5=panne de croupe avant (voorkeuvelensbalk), 6=_(wolfskeper), 7=_(nokbalk), 8=_(korte spruit), 9=_(penbalk), 10=_(ijzerbalk), 11=_(spantring), 12=_(overring), 13=_(steunderbalk), 14=_(spant), 15=_(linkervoeghout), 16=_(weerstijl), 17=_(burgemeester), 18=_(rechtervoeghout), 19=panne de croupe arrière (achterkeuvelensbalk), 20=_(roosterhout)

La calotte d'un moulin à vent à calotte tournante repose librement sur le corps d'un moulin à vent et peut pivoter à 360 degrés grâce au système d'orientation au vent (kruiwerk (nl)). La calotte rotative a été inventée au XVe siècle. L'arbre principal avec la « grand rouet » ou « rouet de frein » est situé dans la calotte.

## Description
En Hollande, le dessus de la calotte est couvert de roseaux de Kalenberger, de bardeaux (schalie), bardages en planche, de plaques de cuivre ou de bois avec feutre bitumé. Seul le roseau local convient comme revêtement de calotte, en raison de sa finesse, qui le rend très résistant. Le roseau est également orienté vers le haut. Le roseau est assuré avec une corde, car le fil de fer est trop lisse permet au roseau de s'échapper. De plus les acides du roseau endommagent trop facilement le fil de fer.

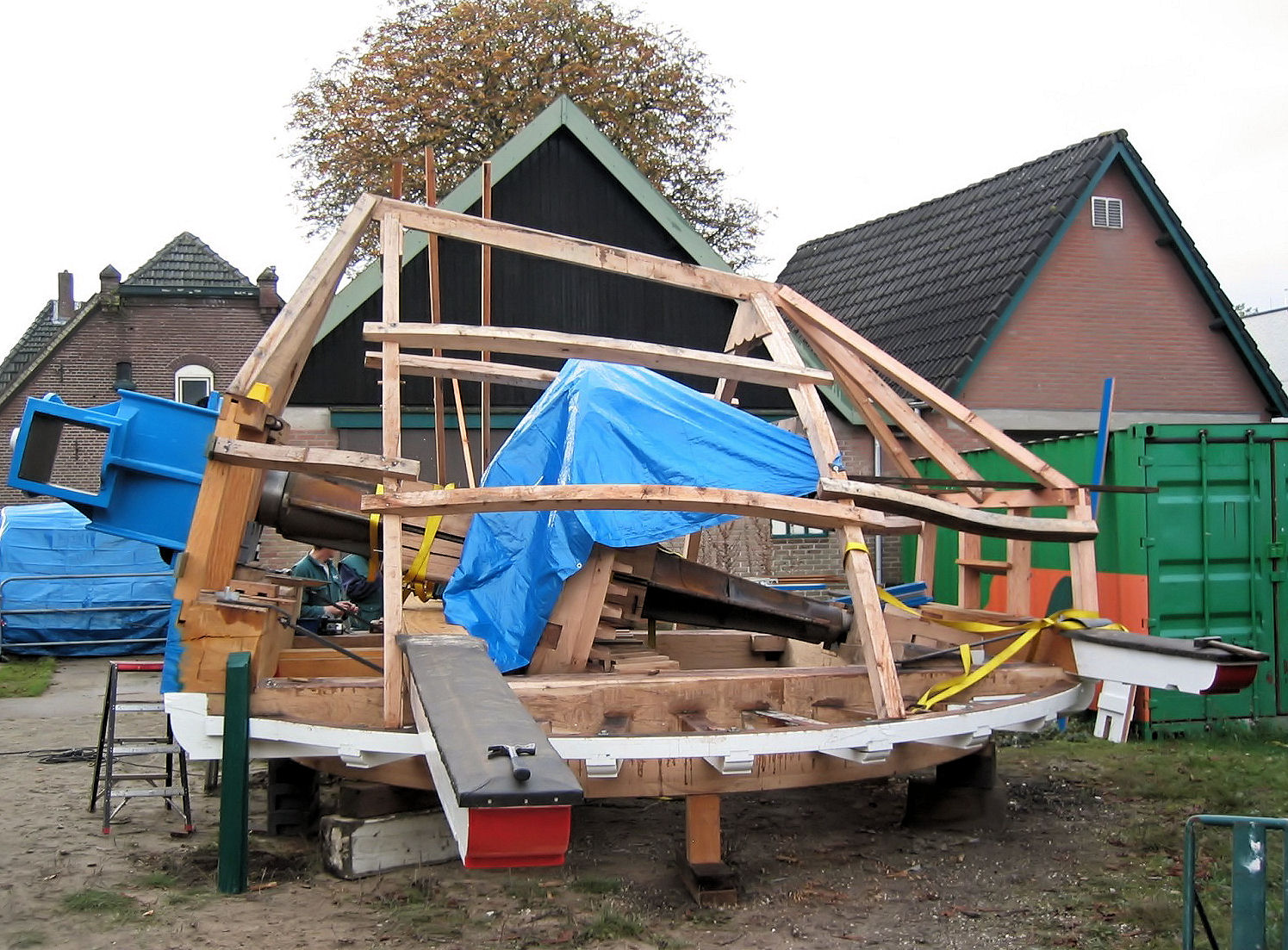
Construction de la calotte du moulin De Koe (Ermelo)
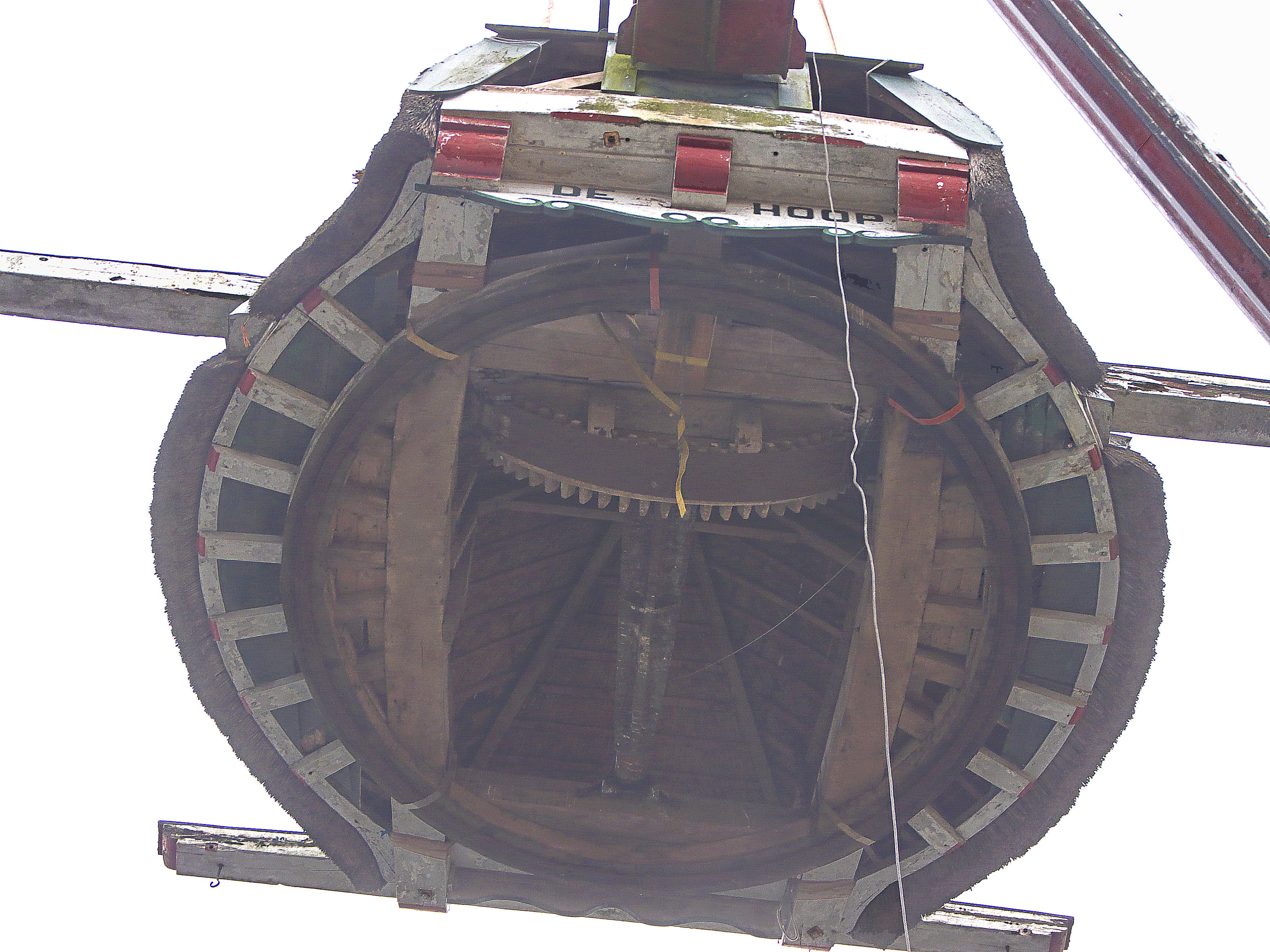
Calotte de De Hoop (Oldebroek)
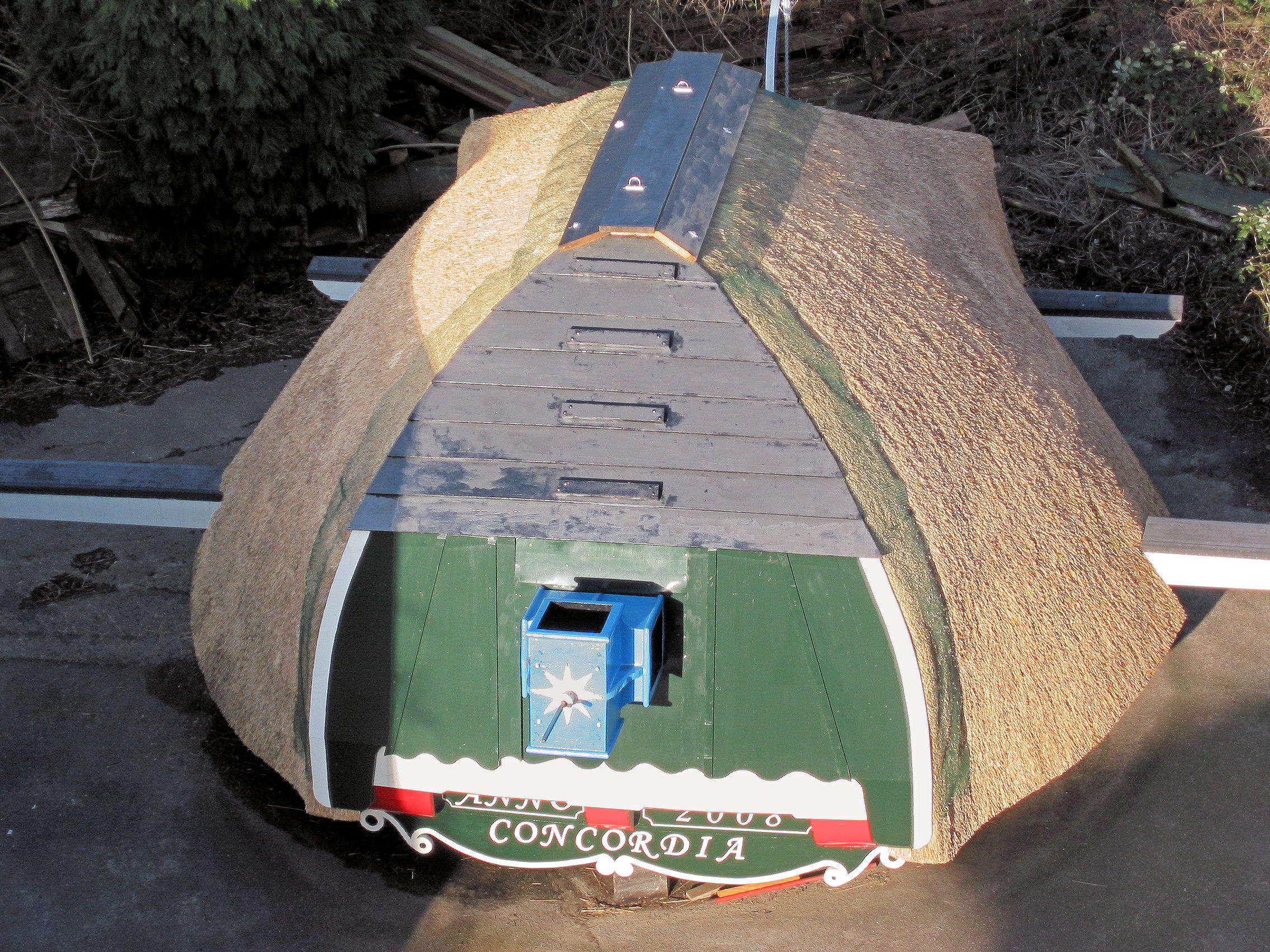
Calotte avec roseau Concordia (Ede)
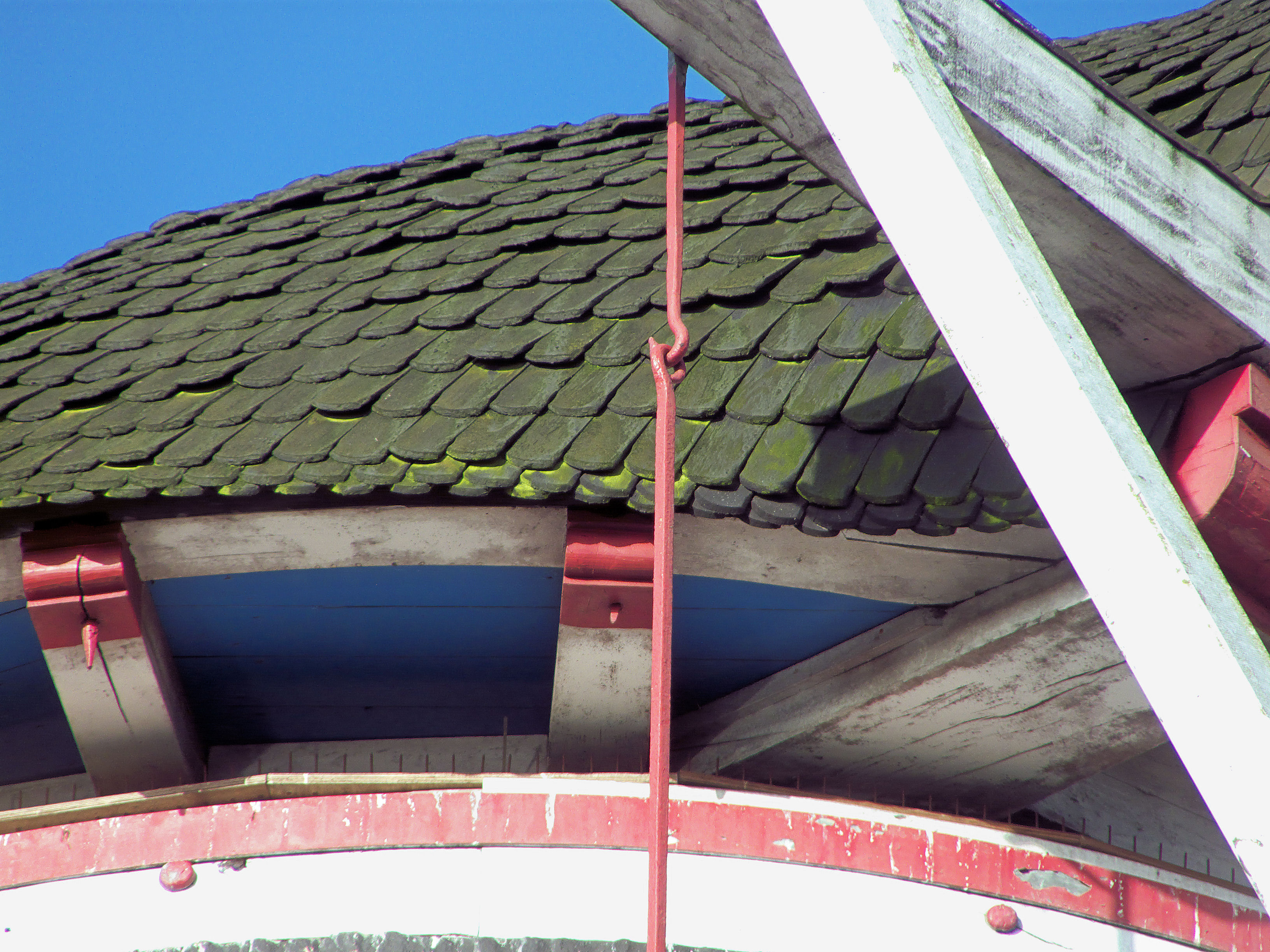
Calotte avec schalie (bardeau) du De Kroon (molen)
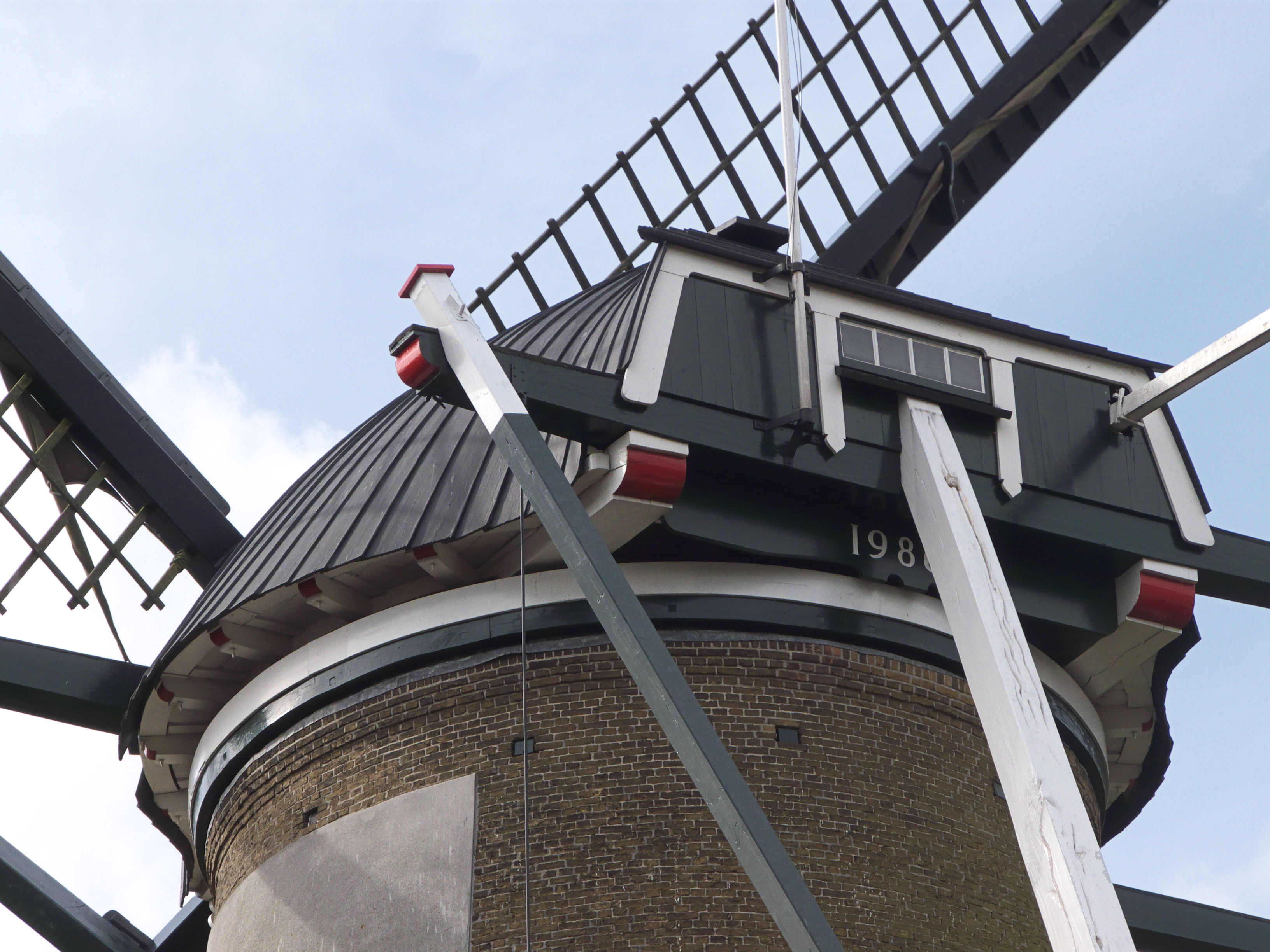
Calotte avec bardage  moulin Oog in 't Zeil
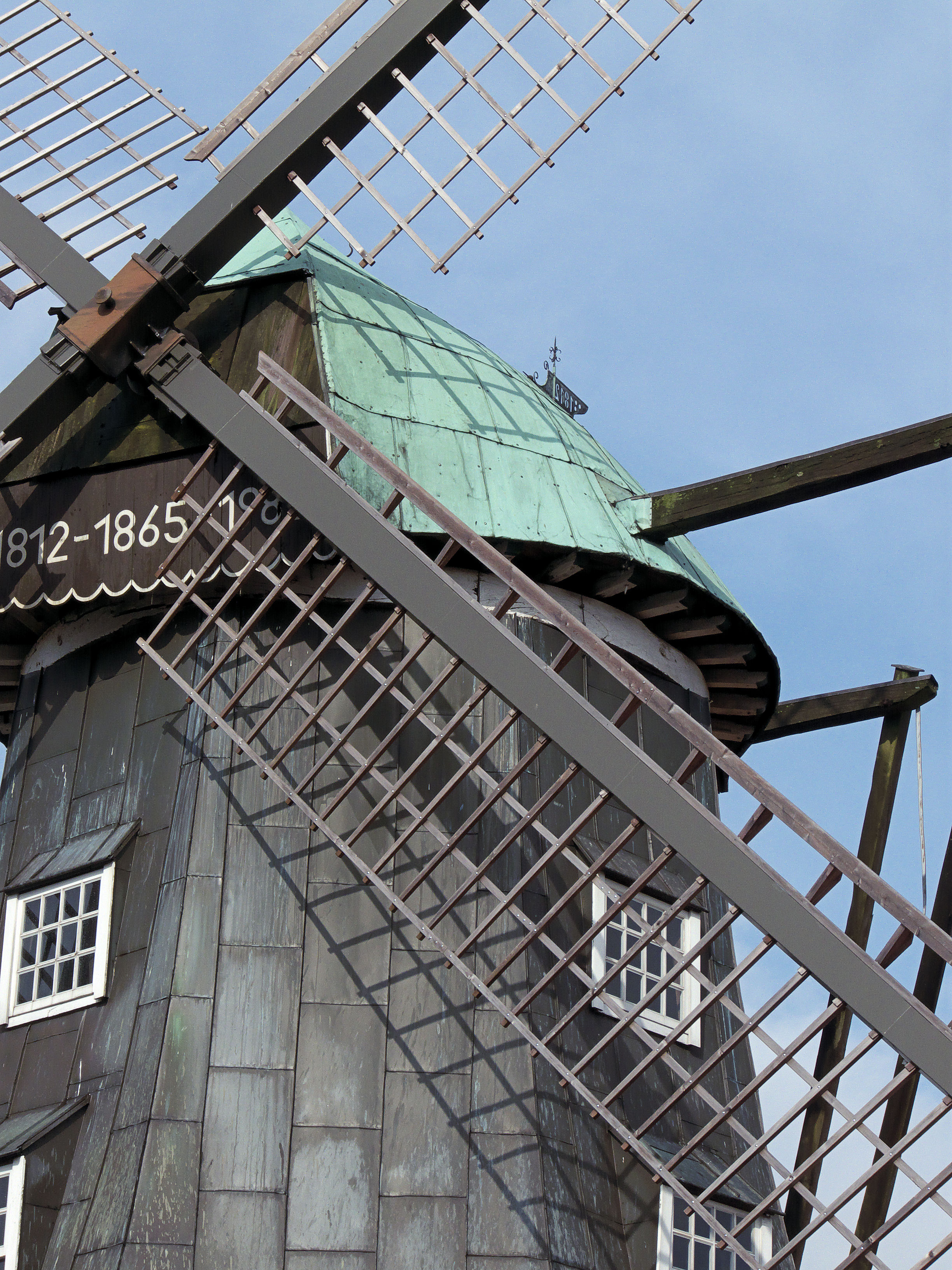
Calotte cuivrée. Windmühle Menke, Südlohn, Allemagne

## Galerie

### De Walderveen

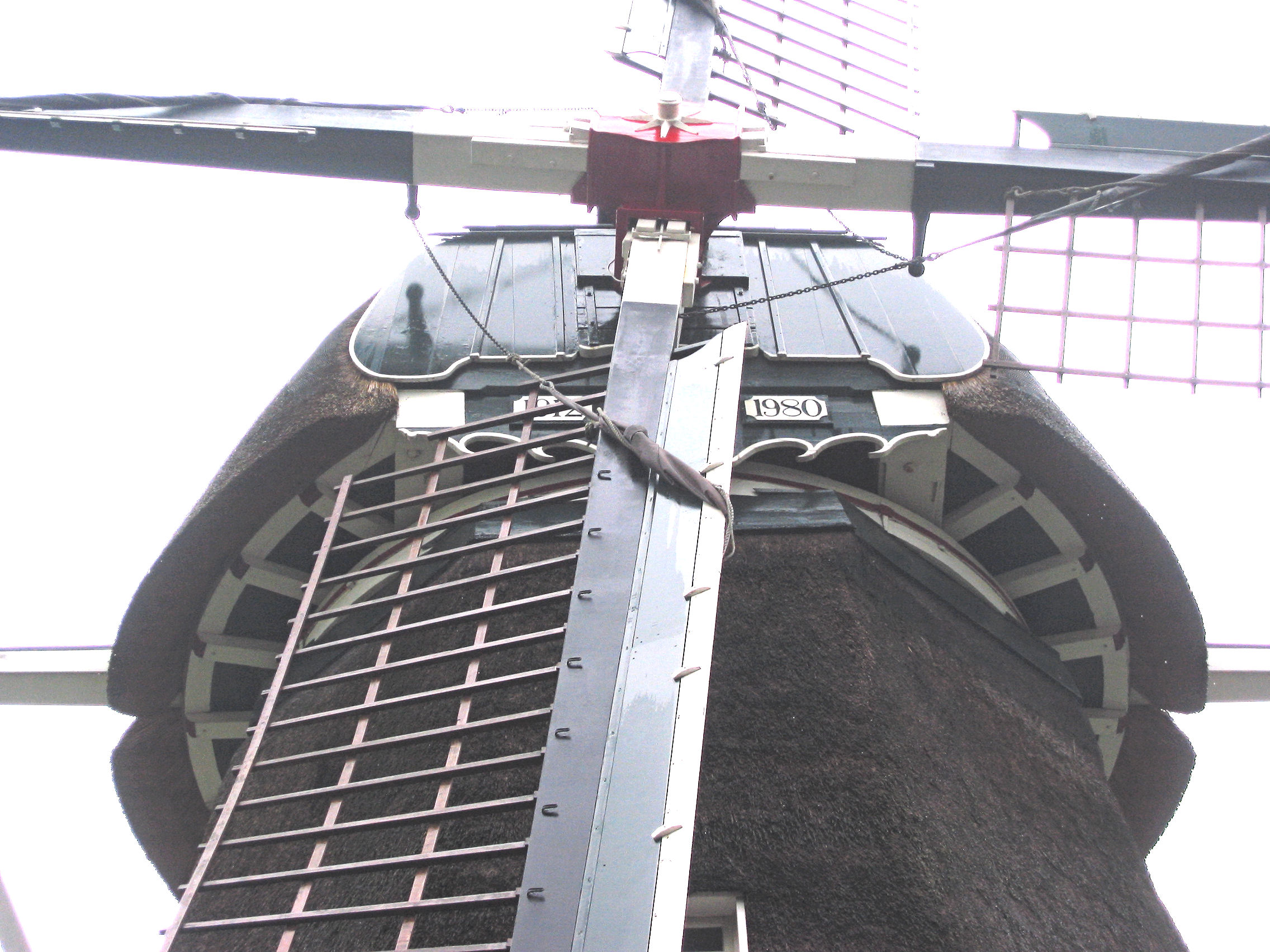
Détail moulin de Walderveen
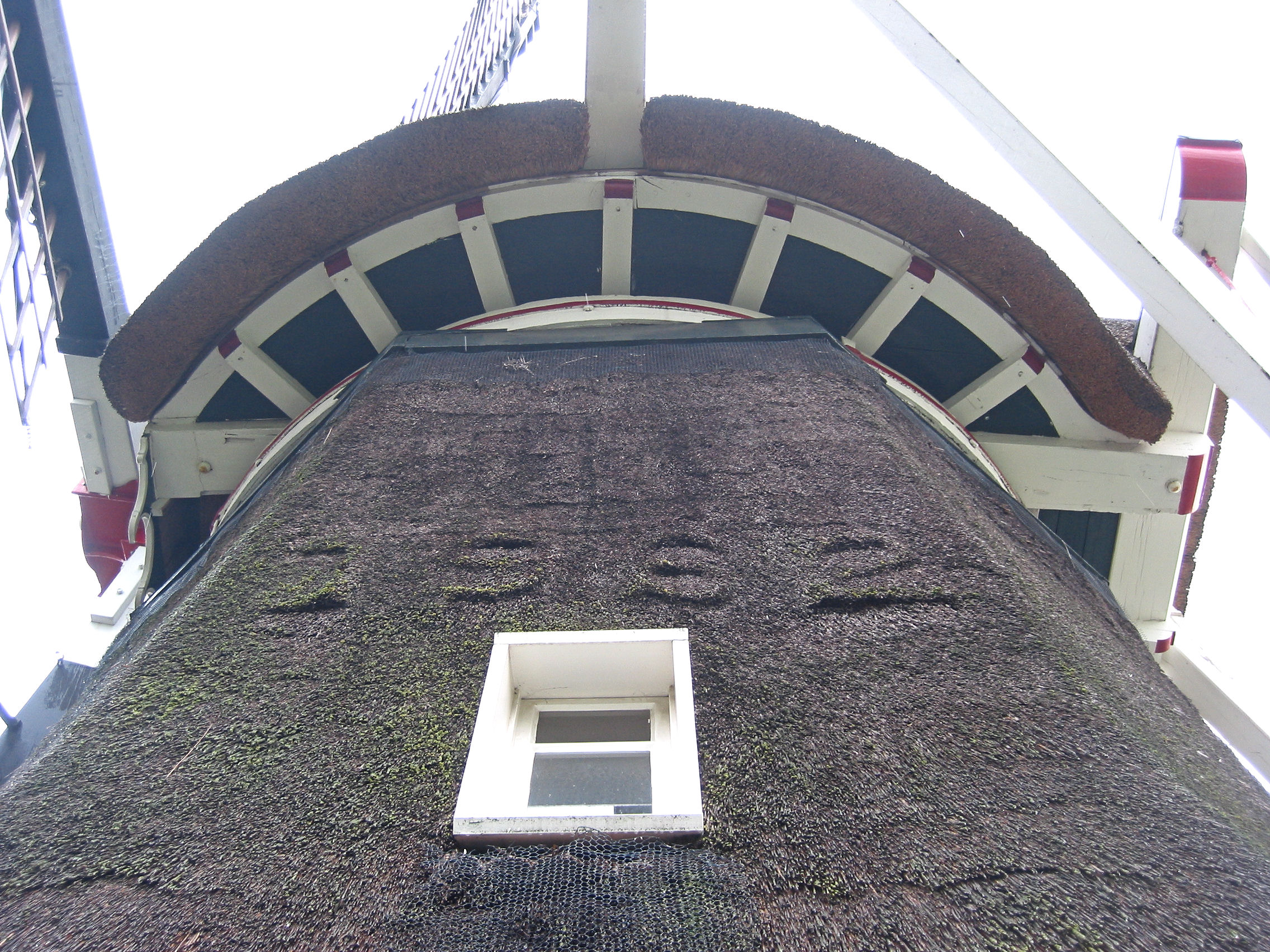
Détail moulin de Walderveen
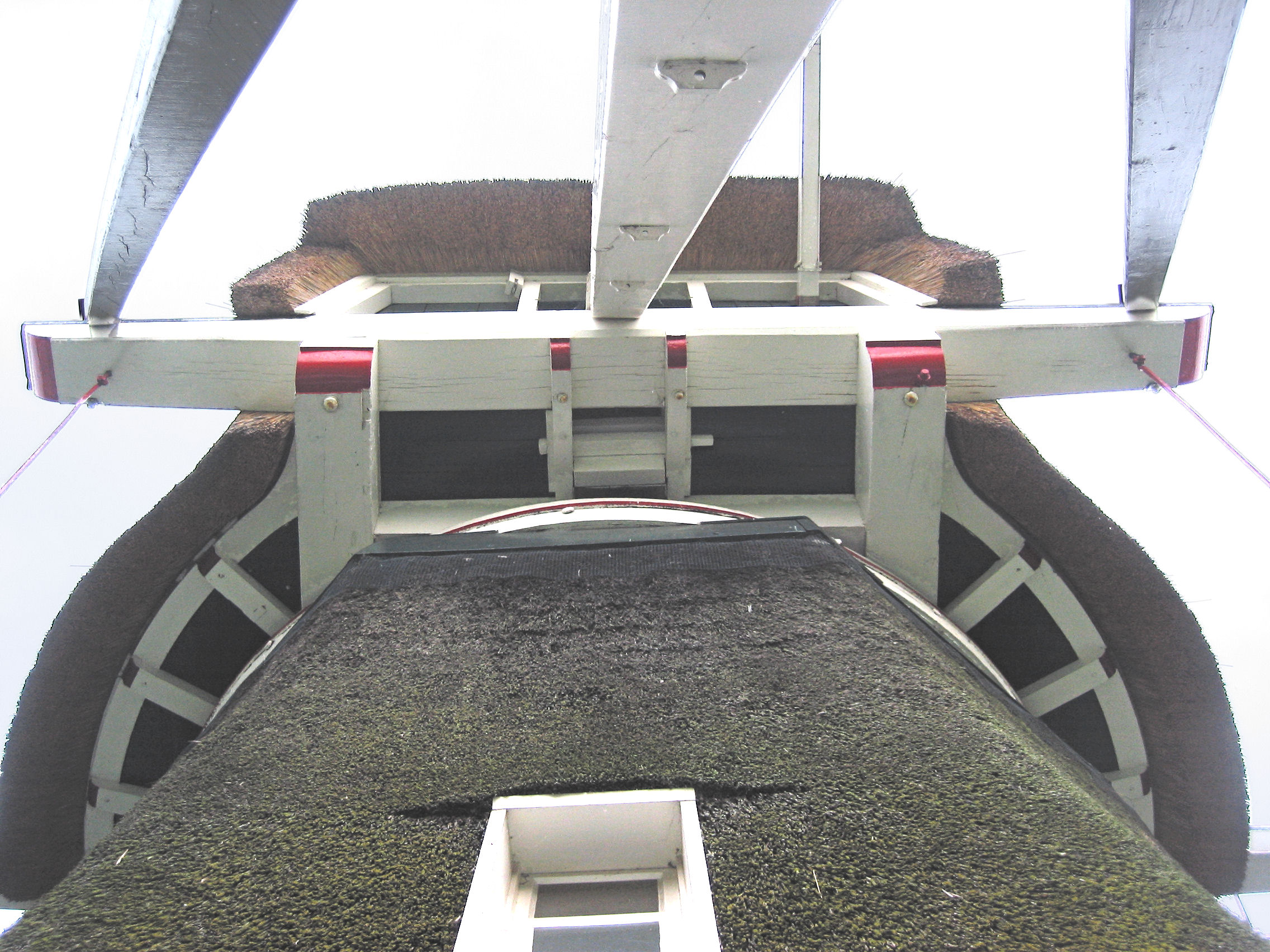
Détail moulin de Walderveen

### De Koe

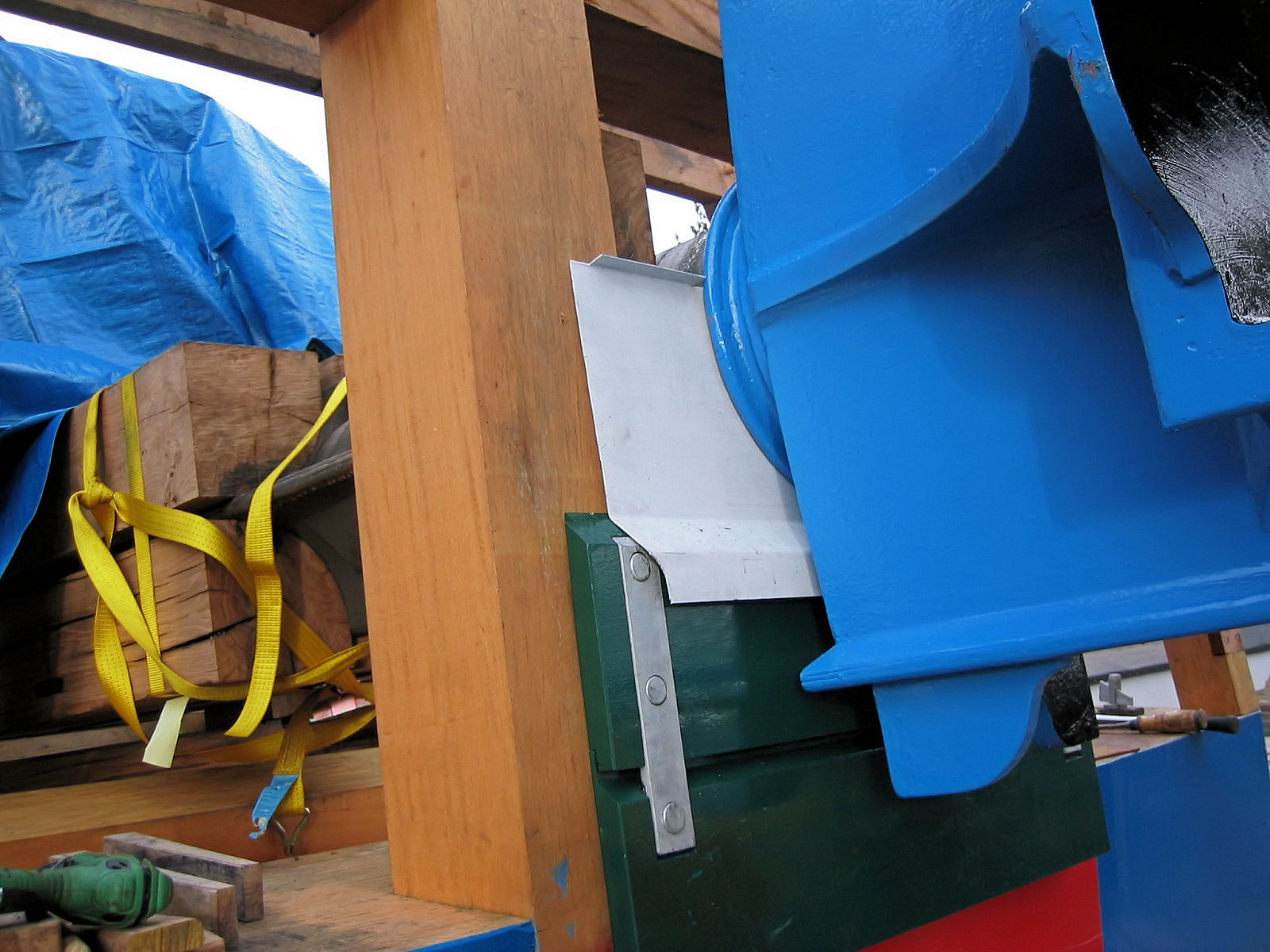
Moulin De Koe Ermelo. Détail
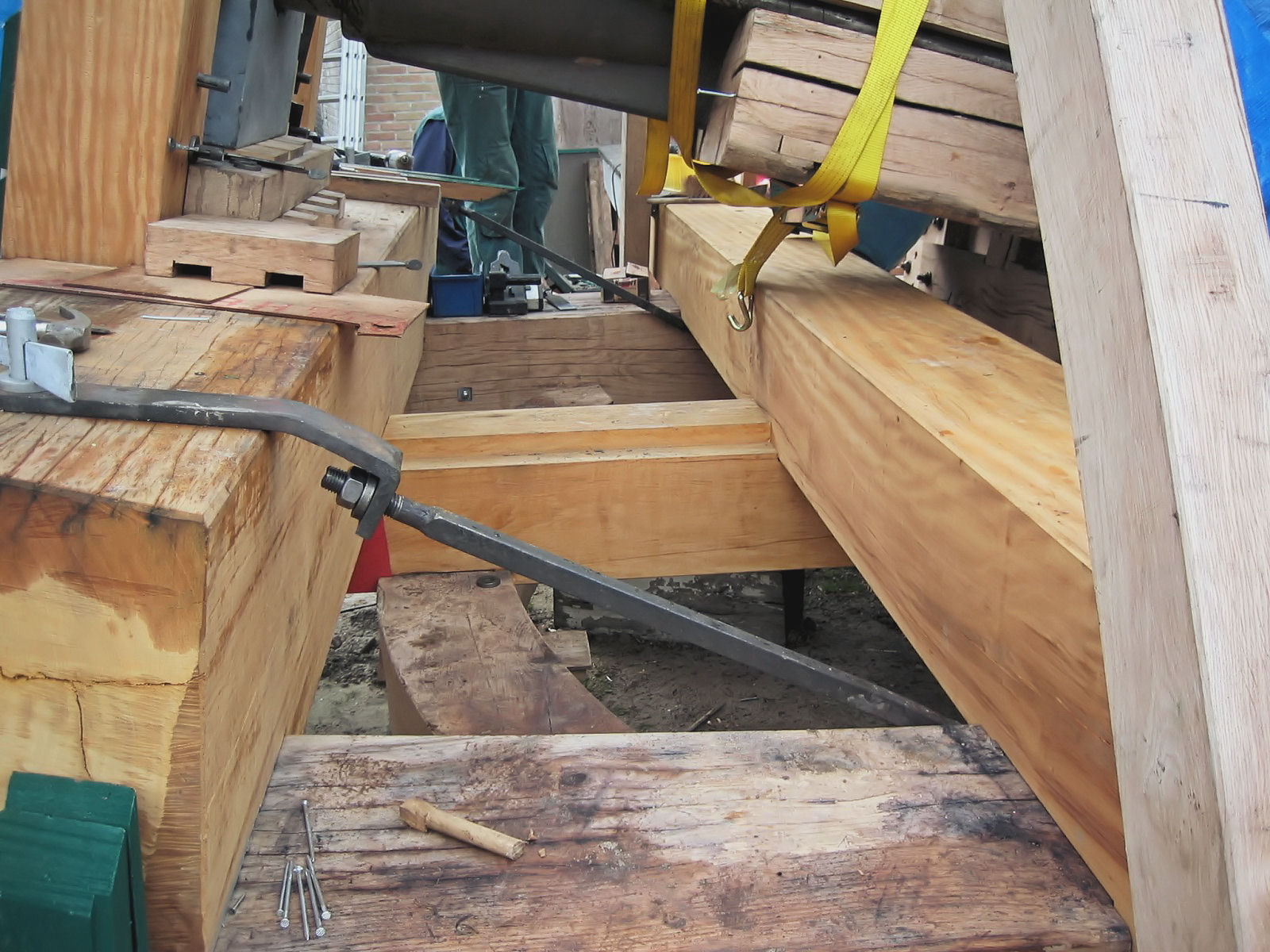
Détail

### De Hoop

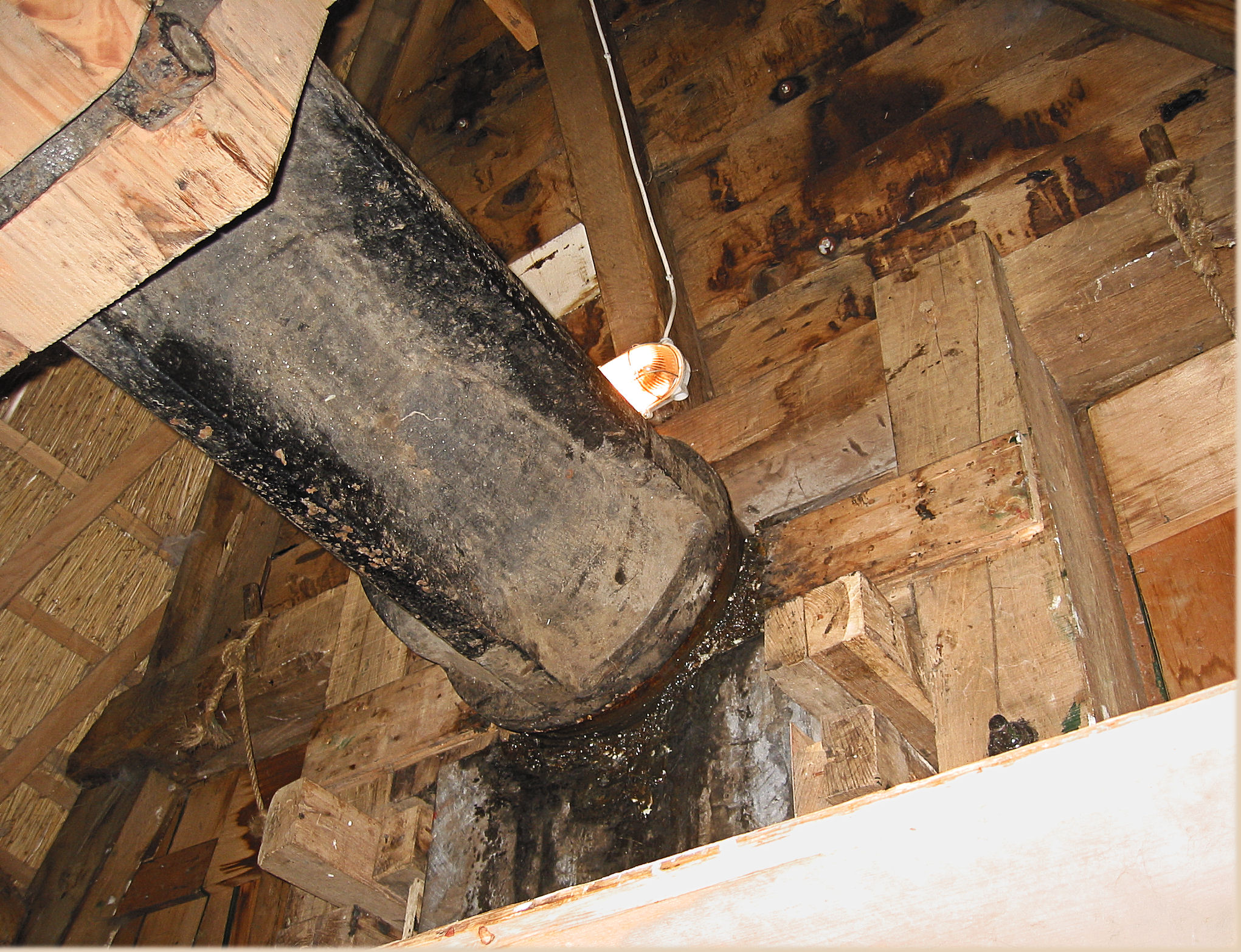
Détail De Hoop (Garderen)
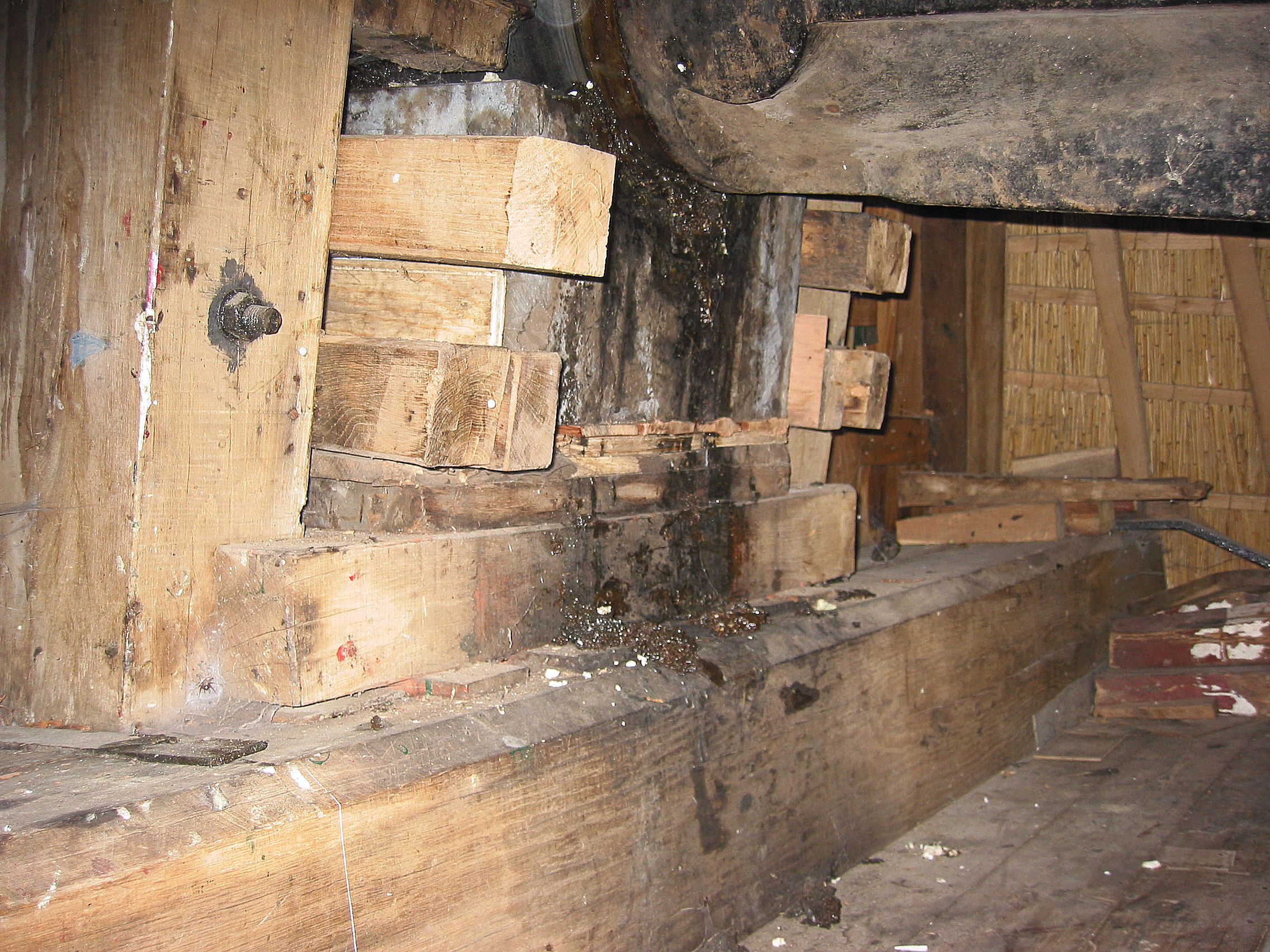
Détail De Hoop (Garderen)
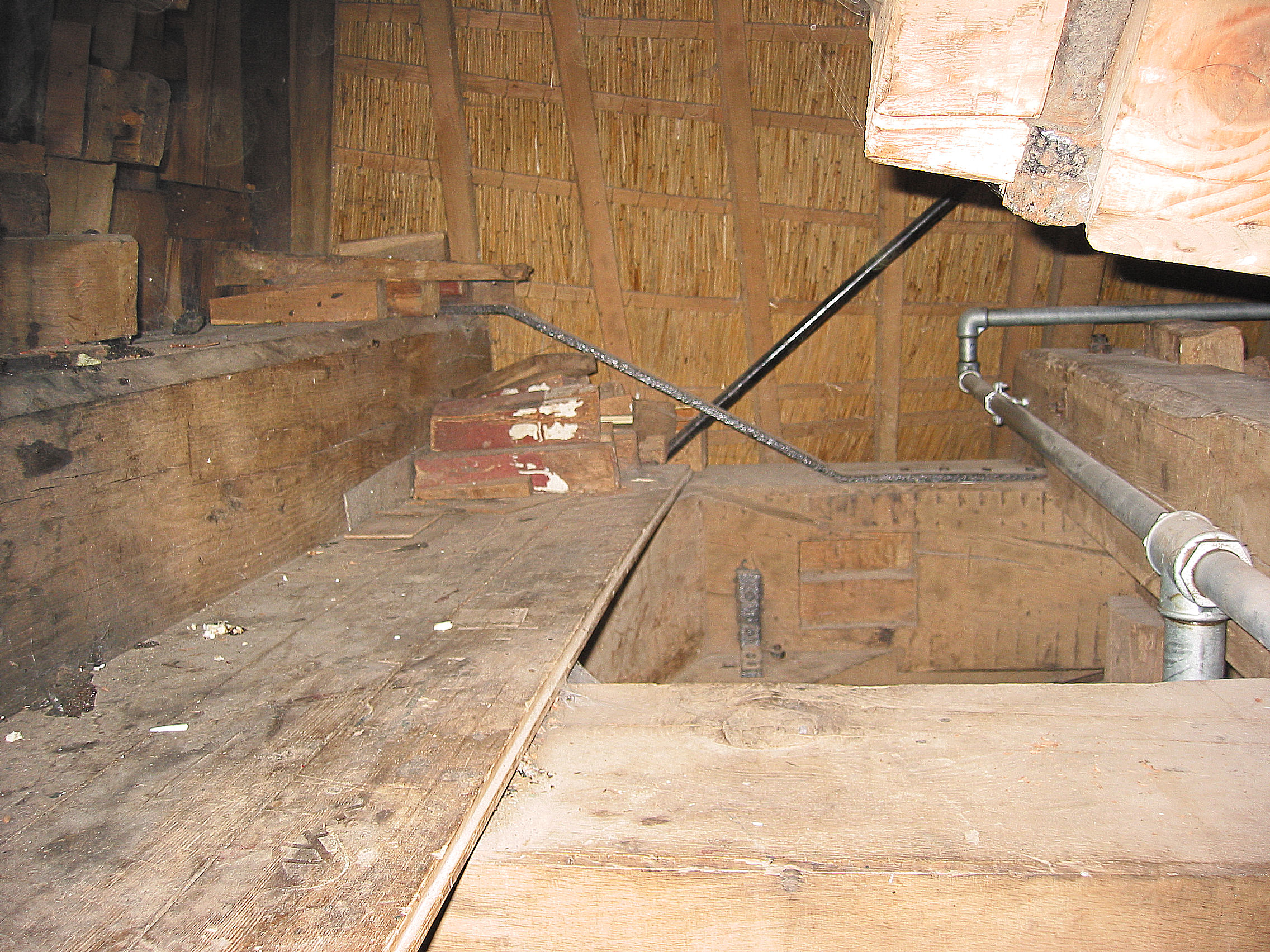
Détail
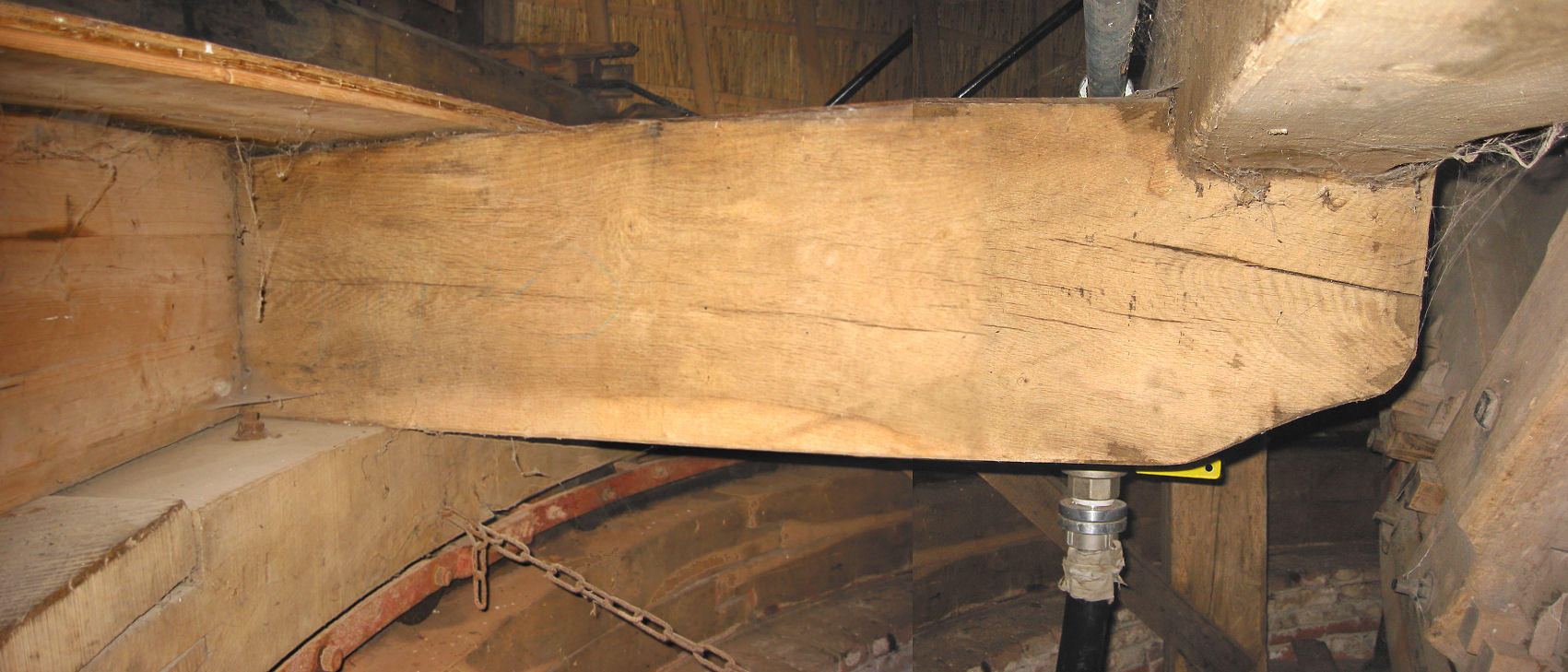
Détail De Hoop (Garderen)
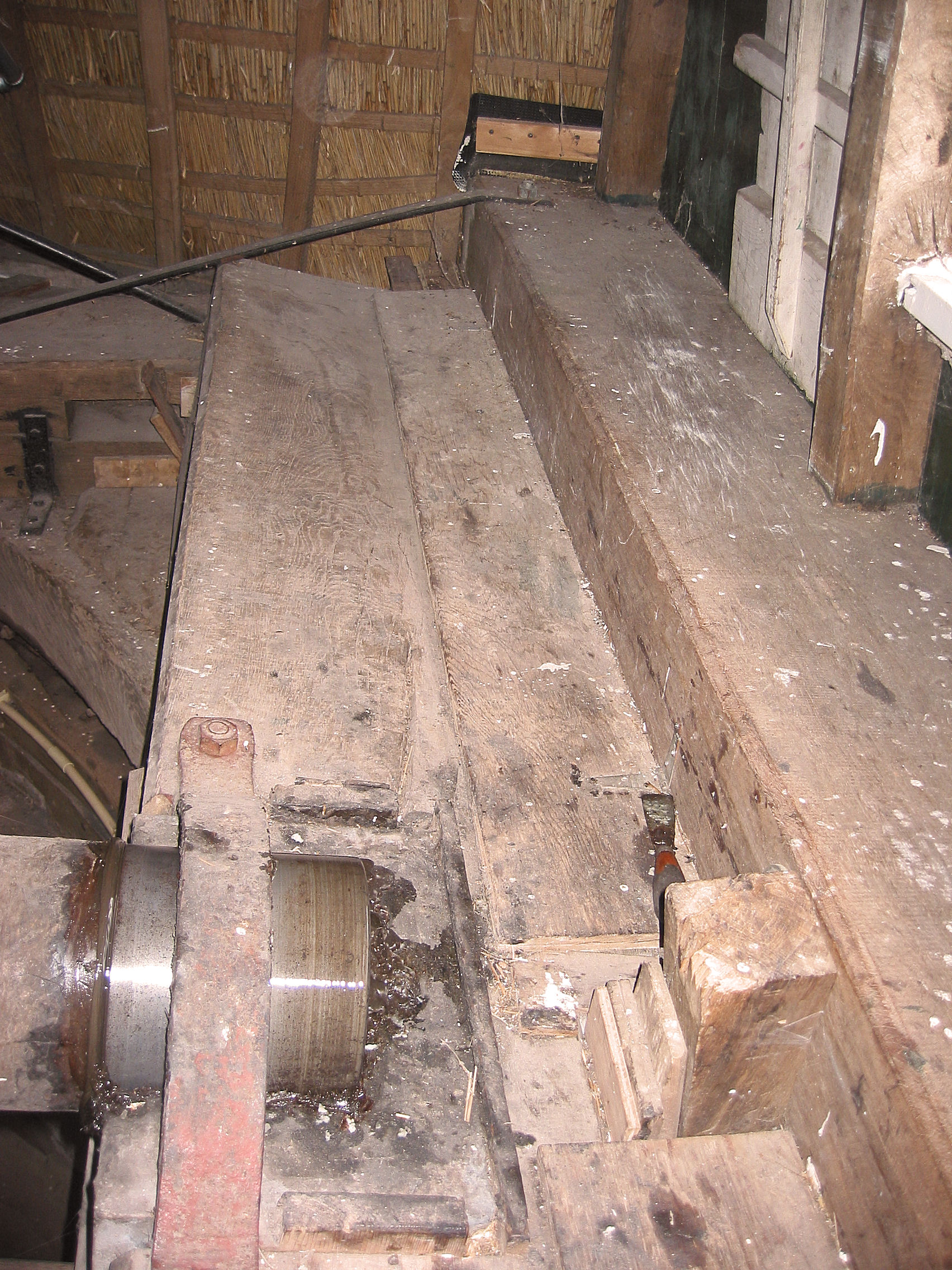
Détail De Hoop (Garderen)
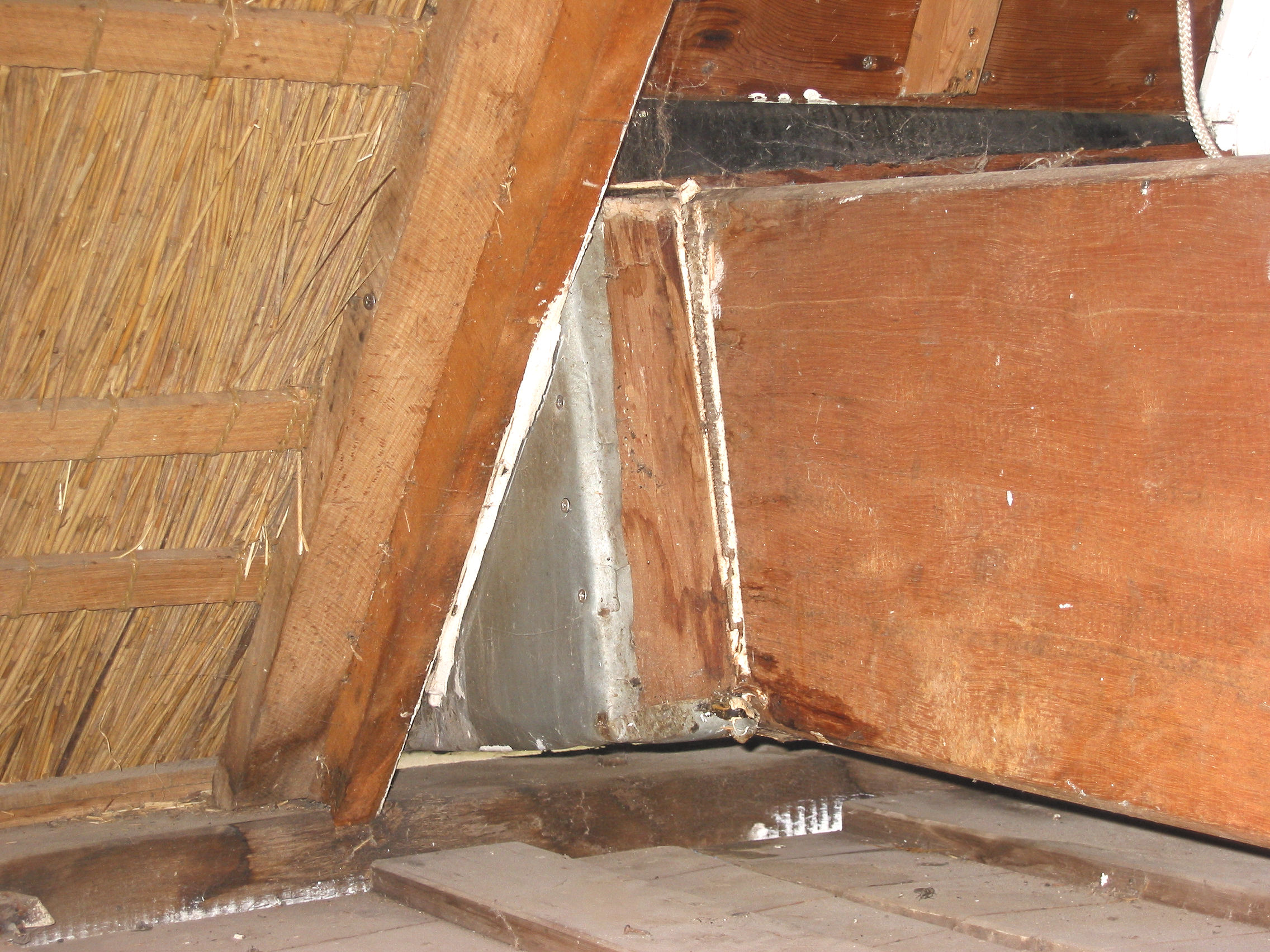
Détail De Hoop (Garderen)
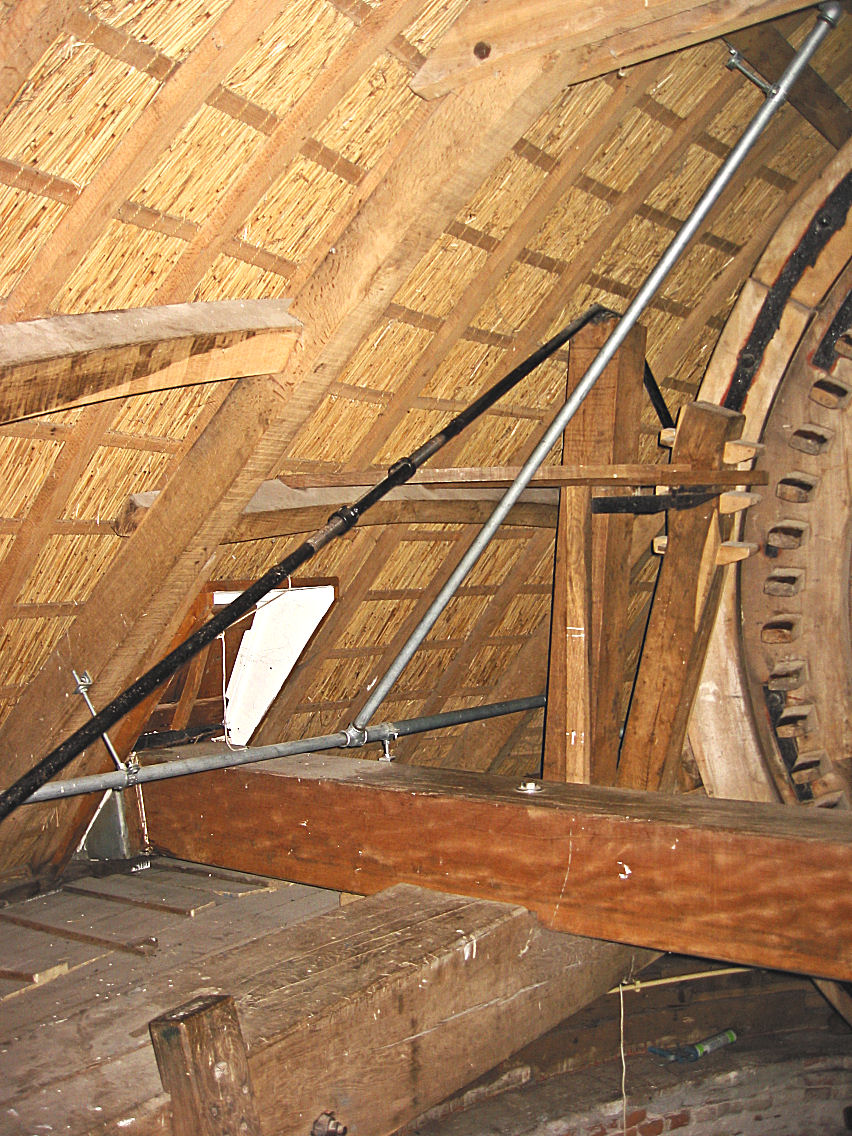
Détail De Hoop (Garderen)
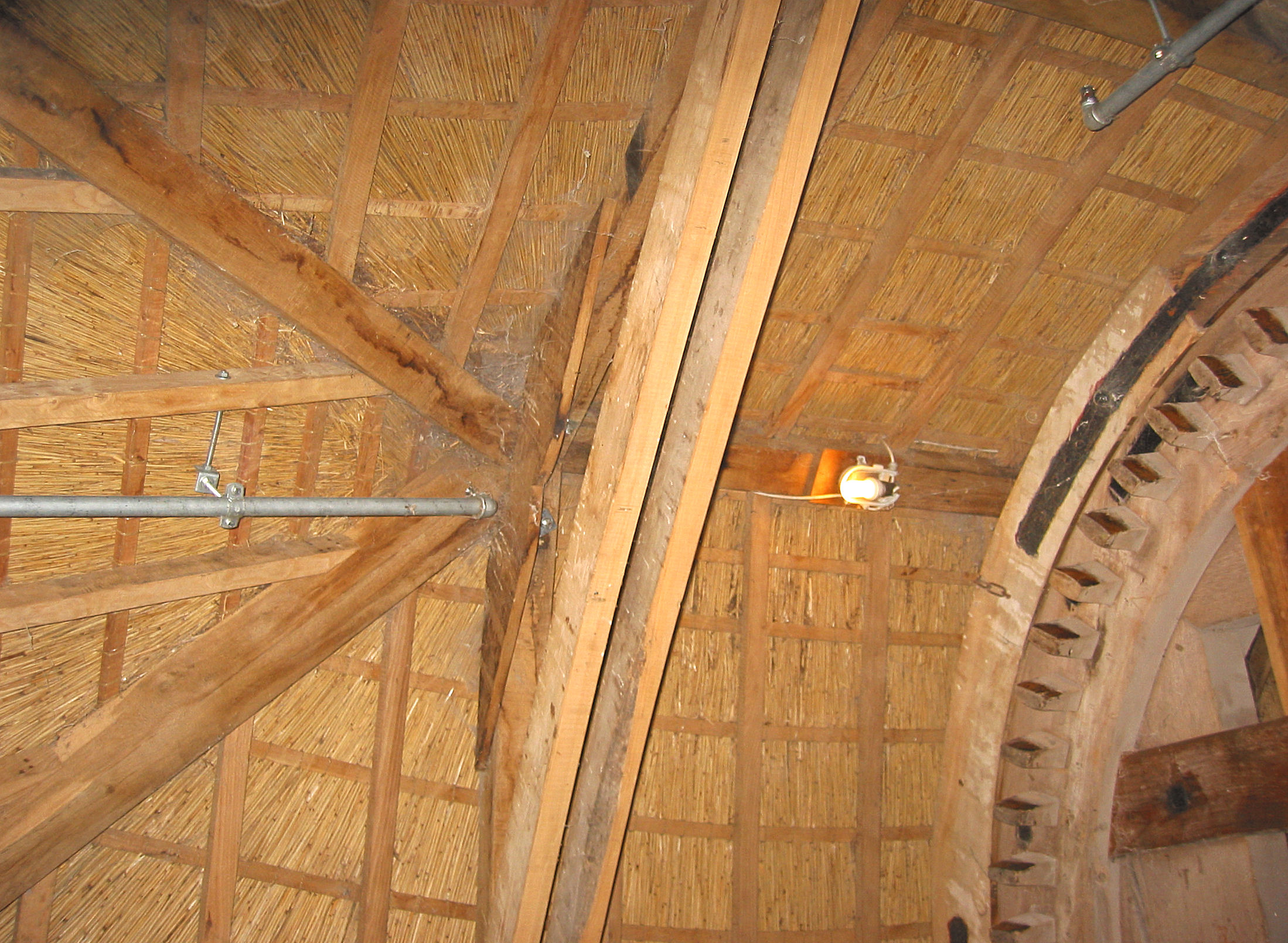
Détail De Hoop (Garderen)
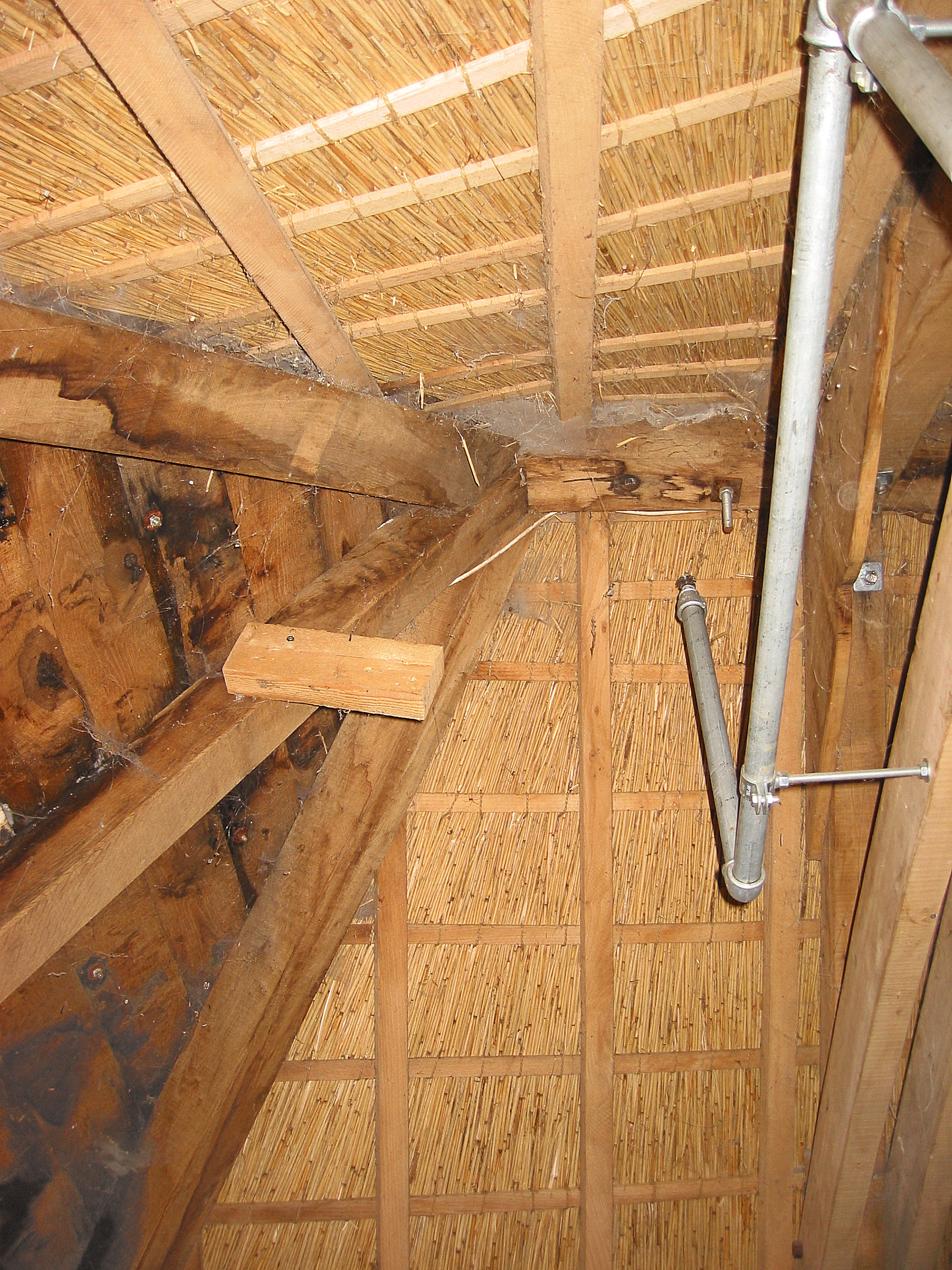
Détail De Hoop (Garderen)
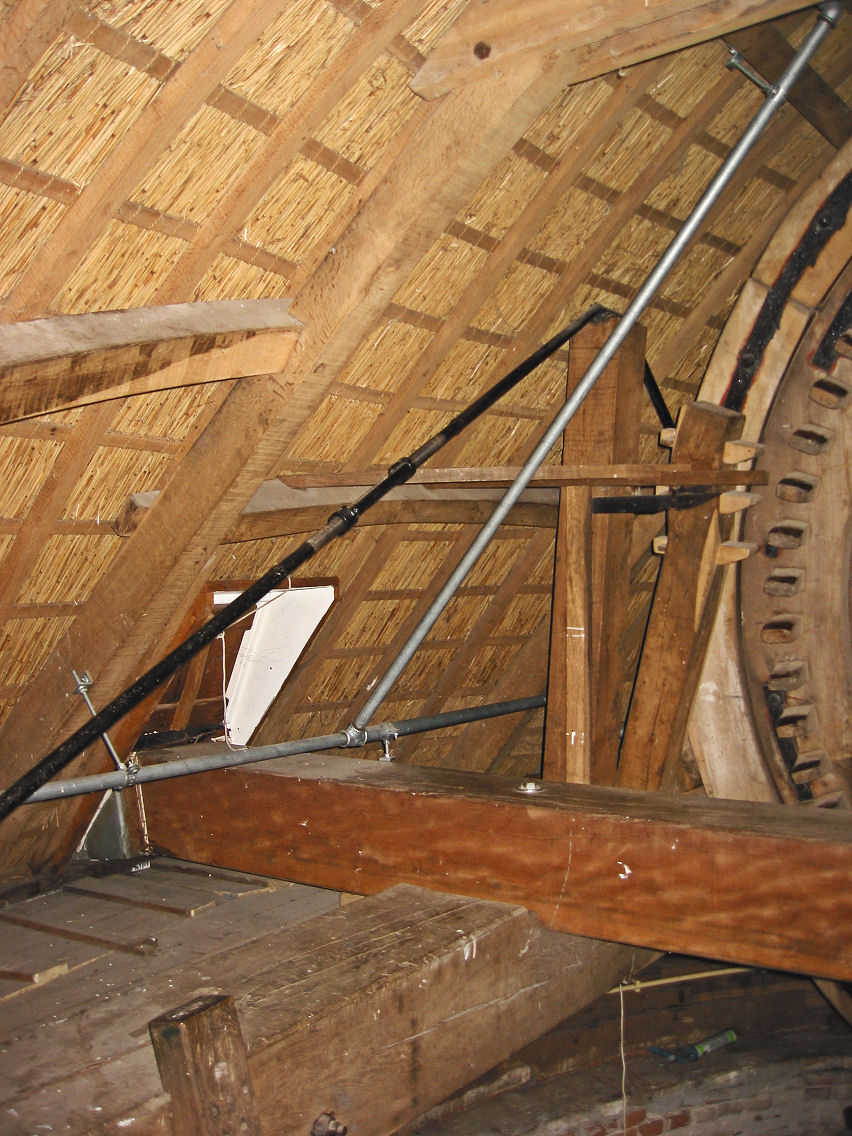
Détail De Hoop (Garderen)
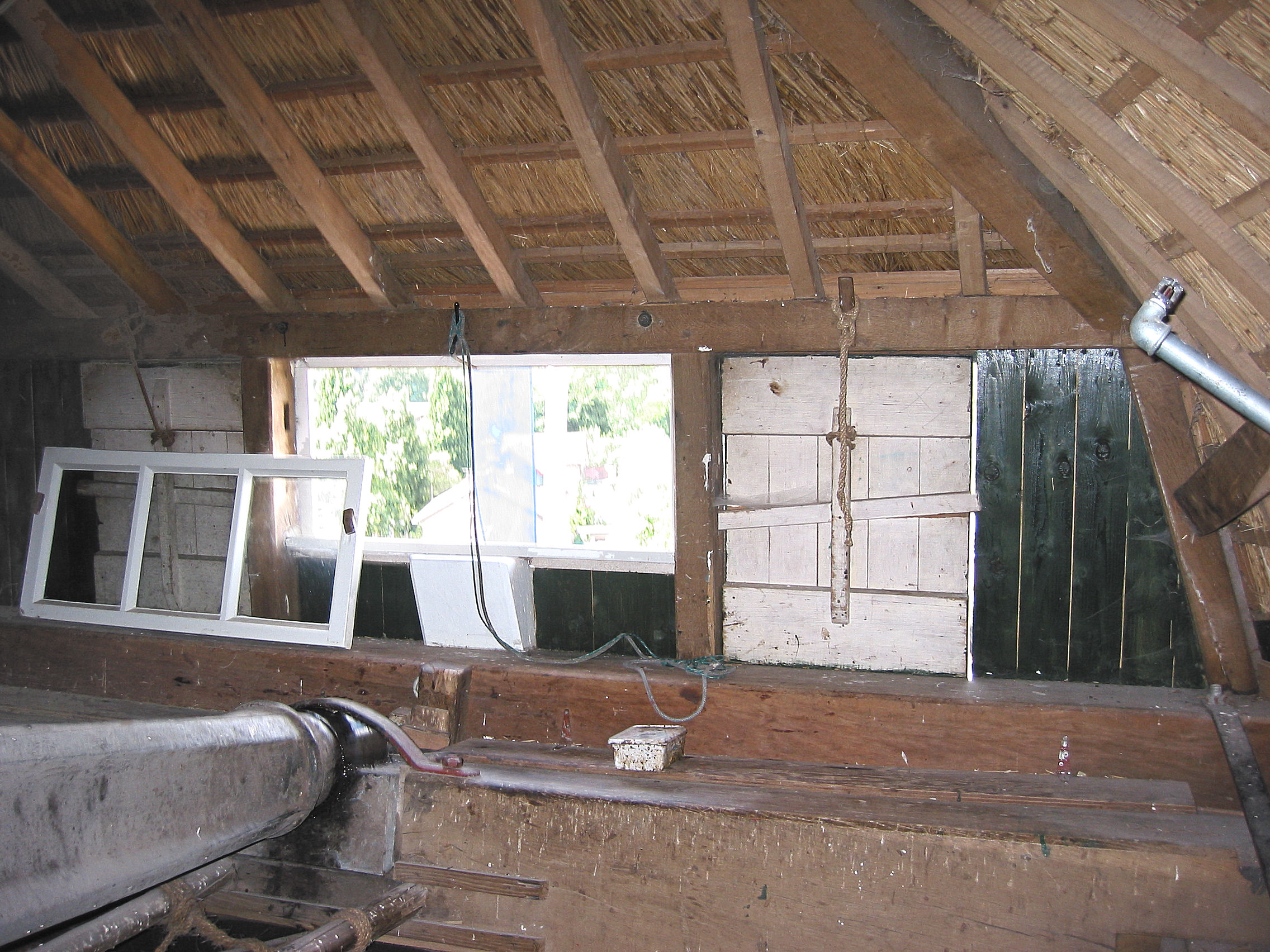
Détail De Hoop (Garderen)

### Oog in't Zeil

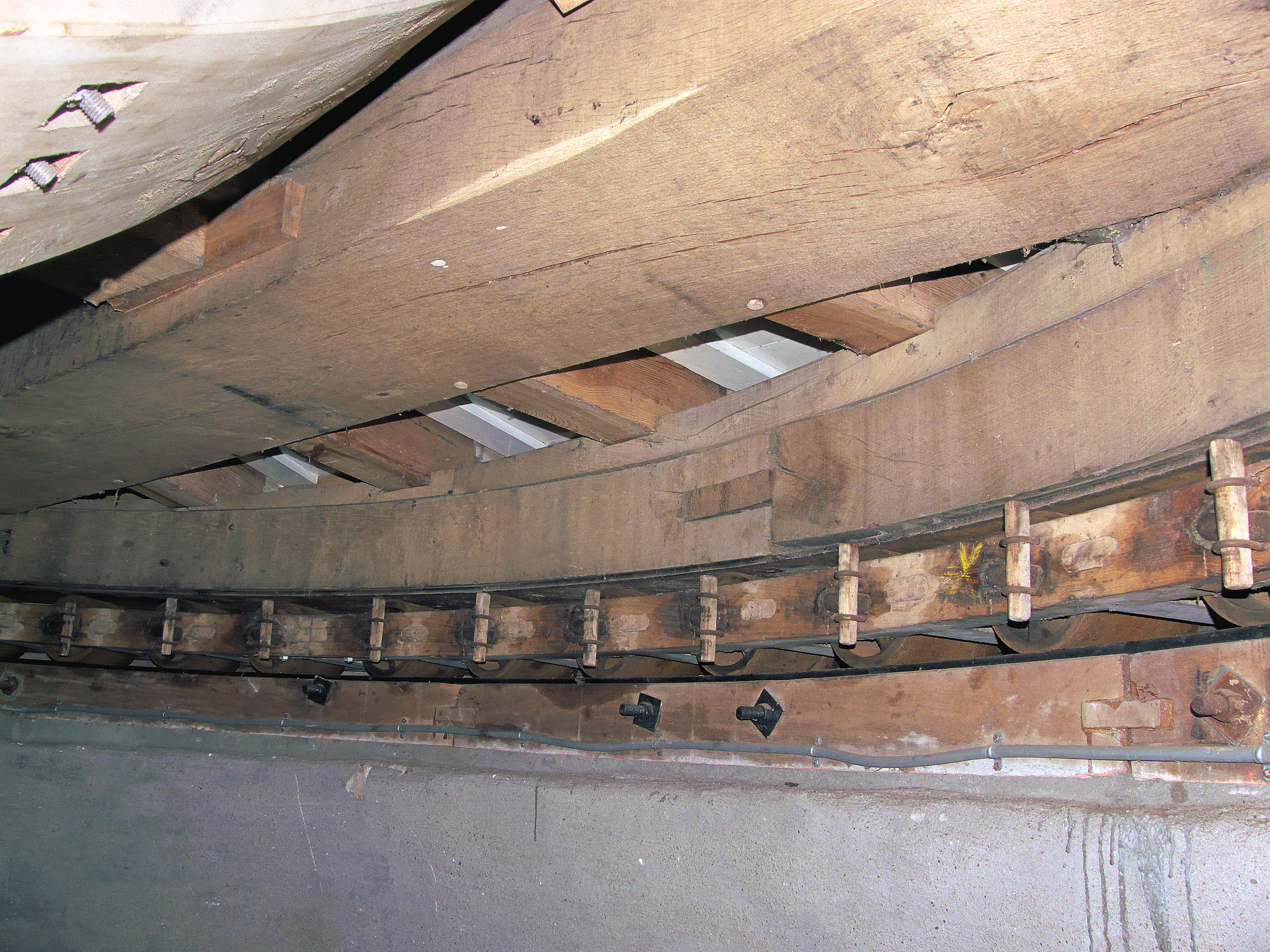
Détail
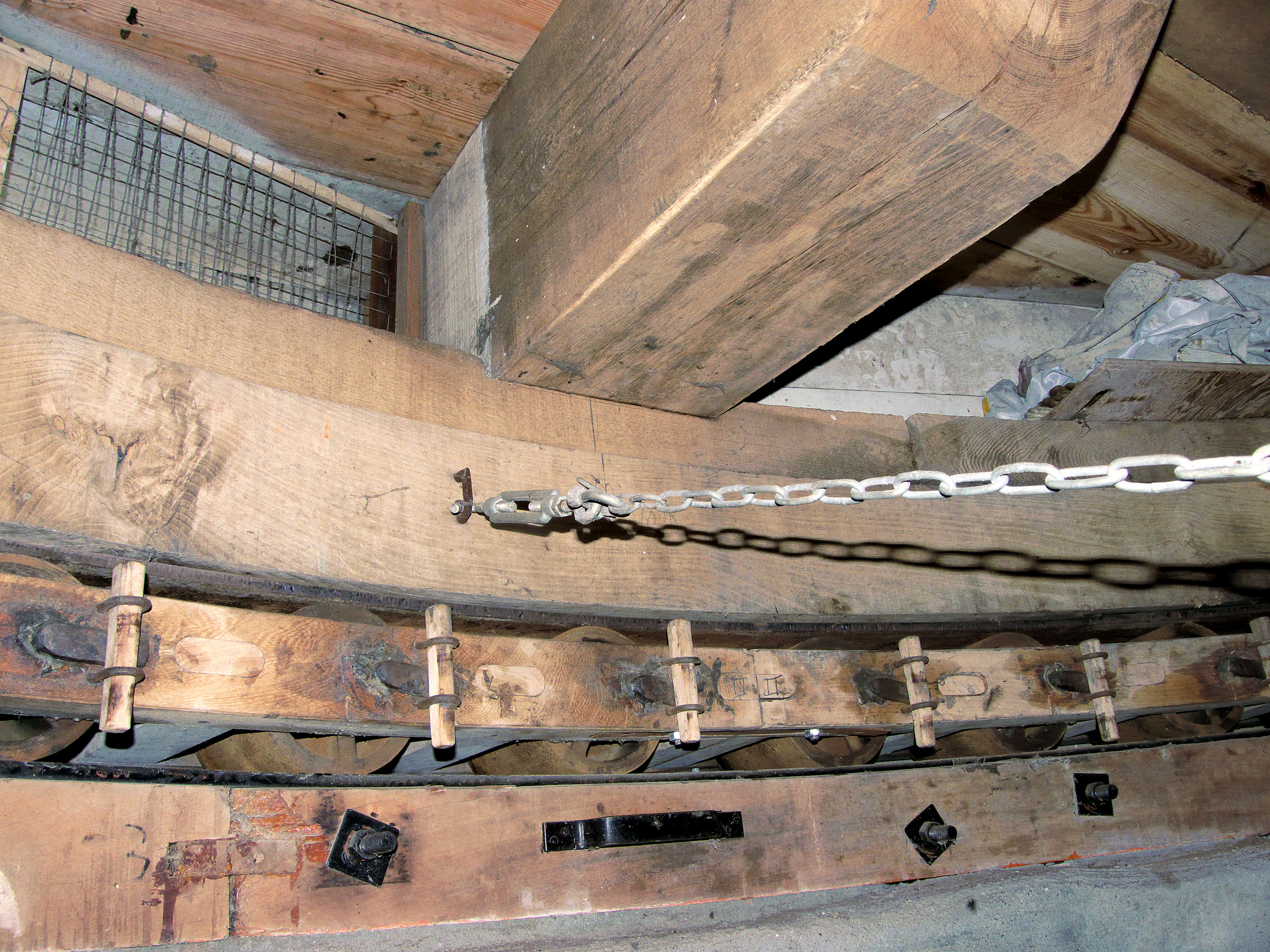
Détail

### Autre

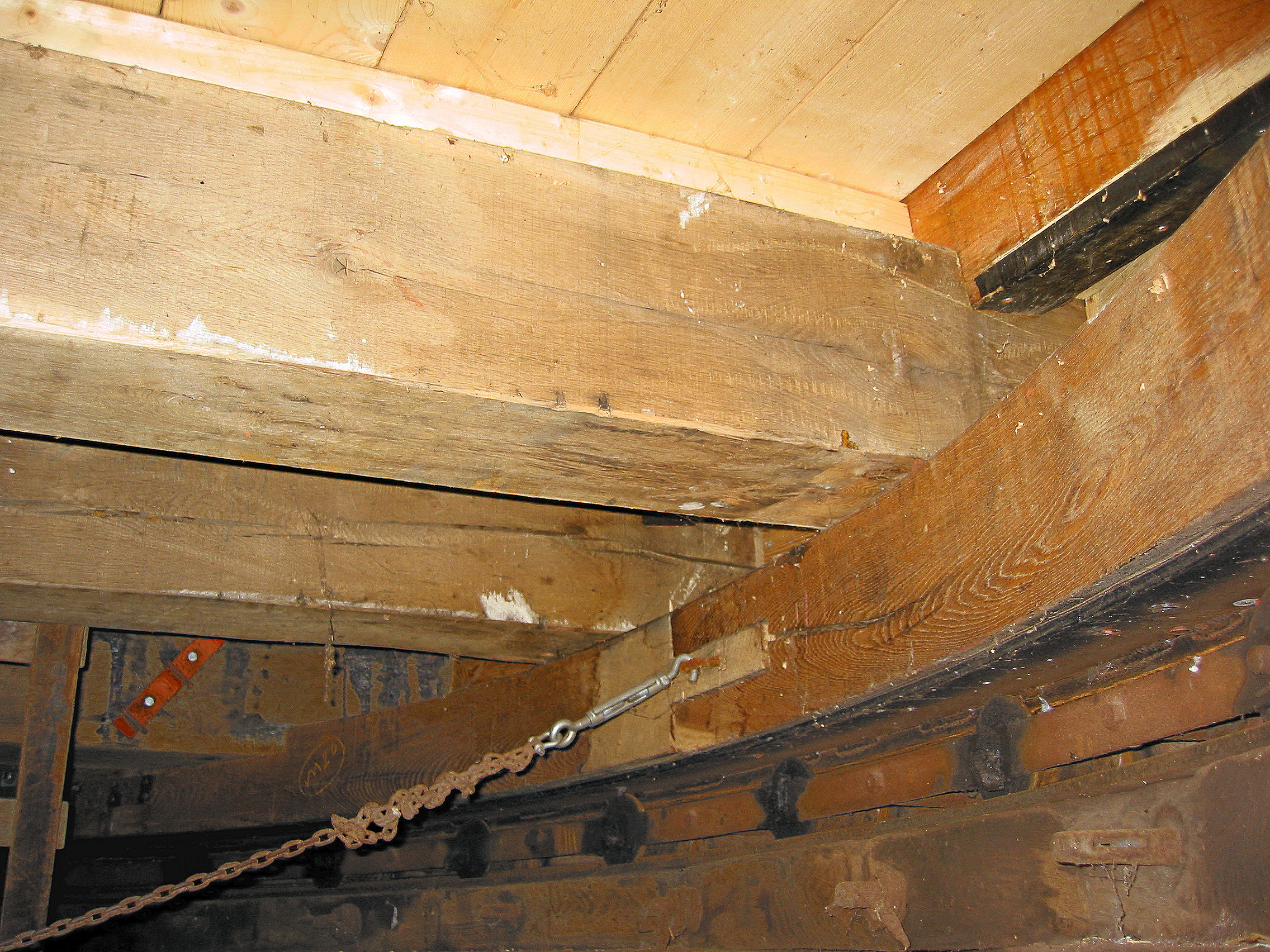
Détail De Nieuwe Molen (Veenendaal)
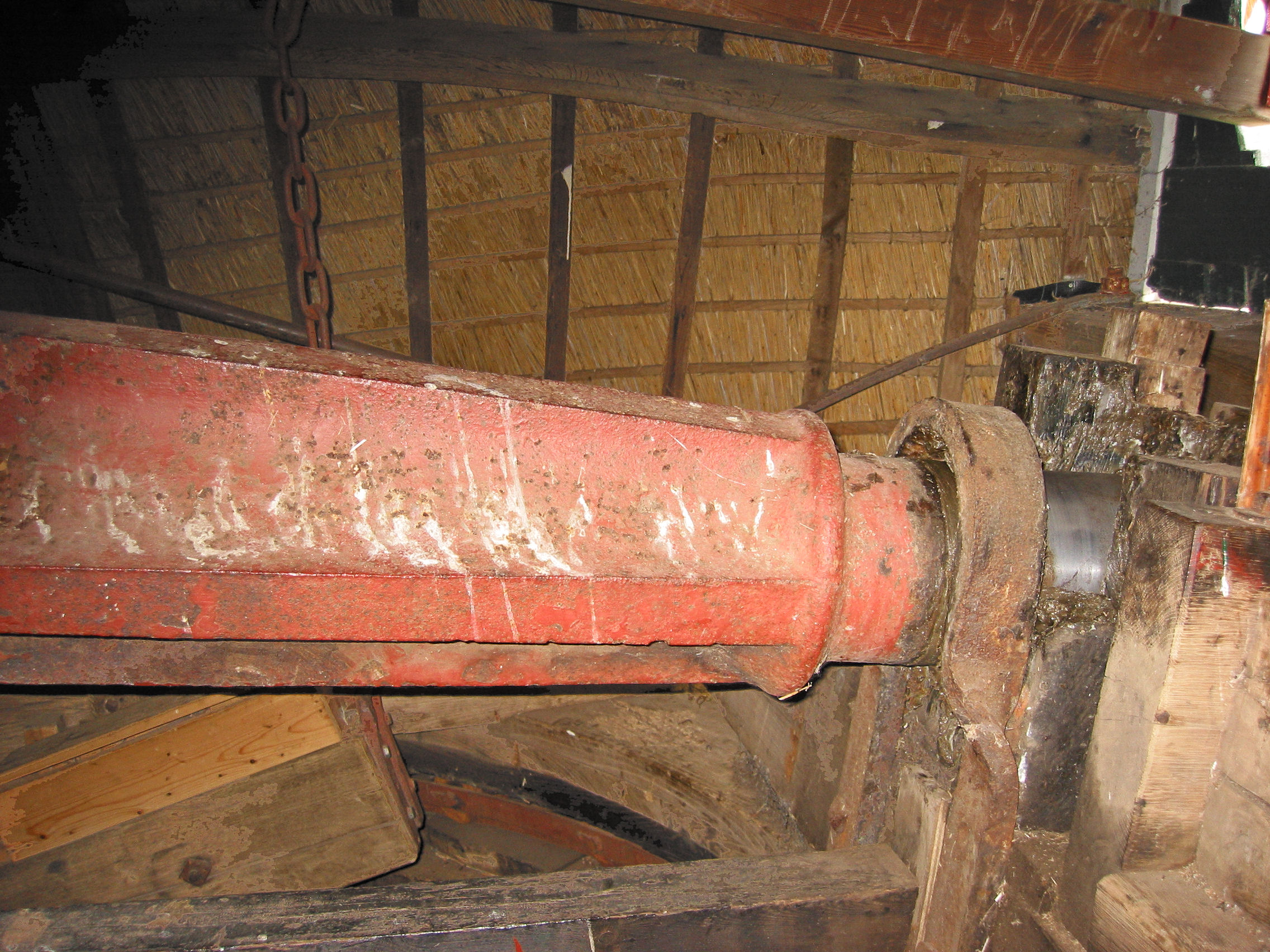
Détail moulin Waldervolen
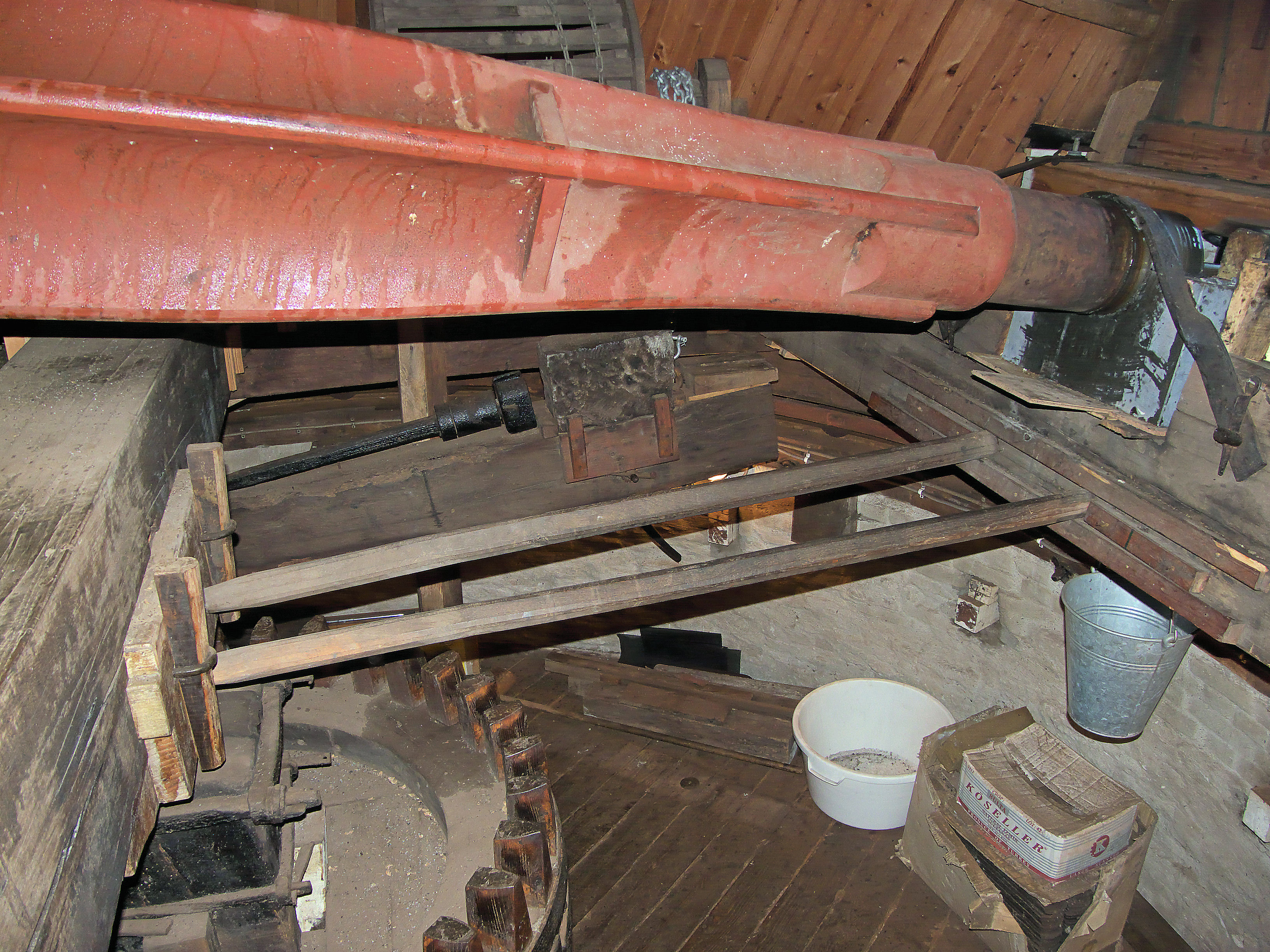
Détail De Kroon (moulin)
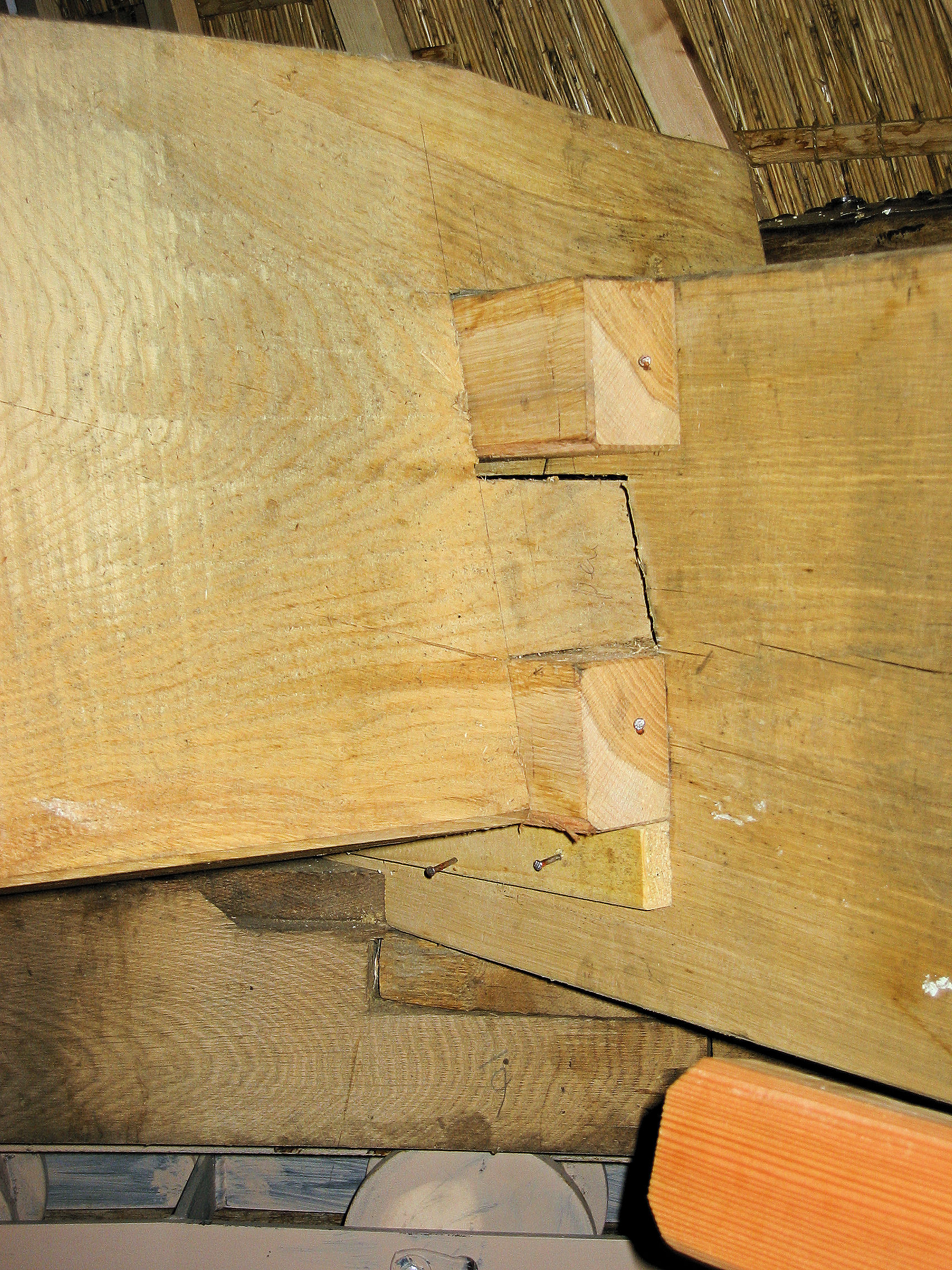
Détail Concordiamolen
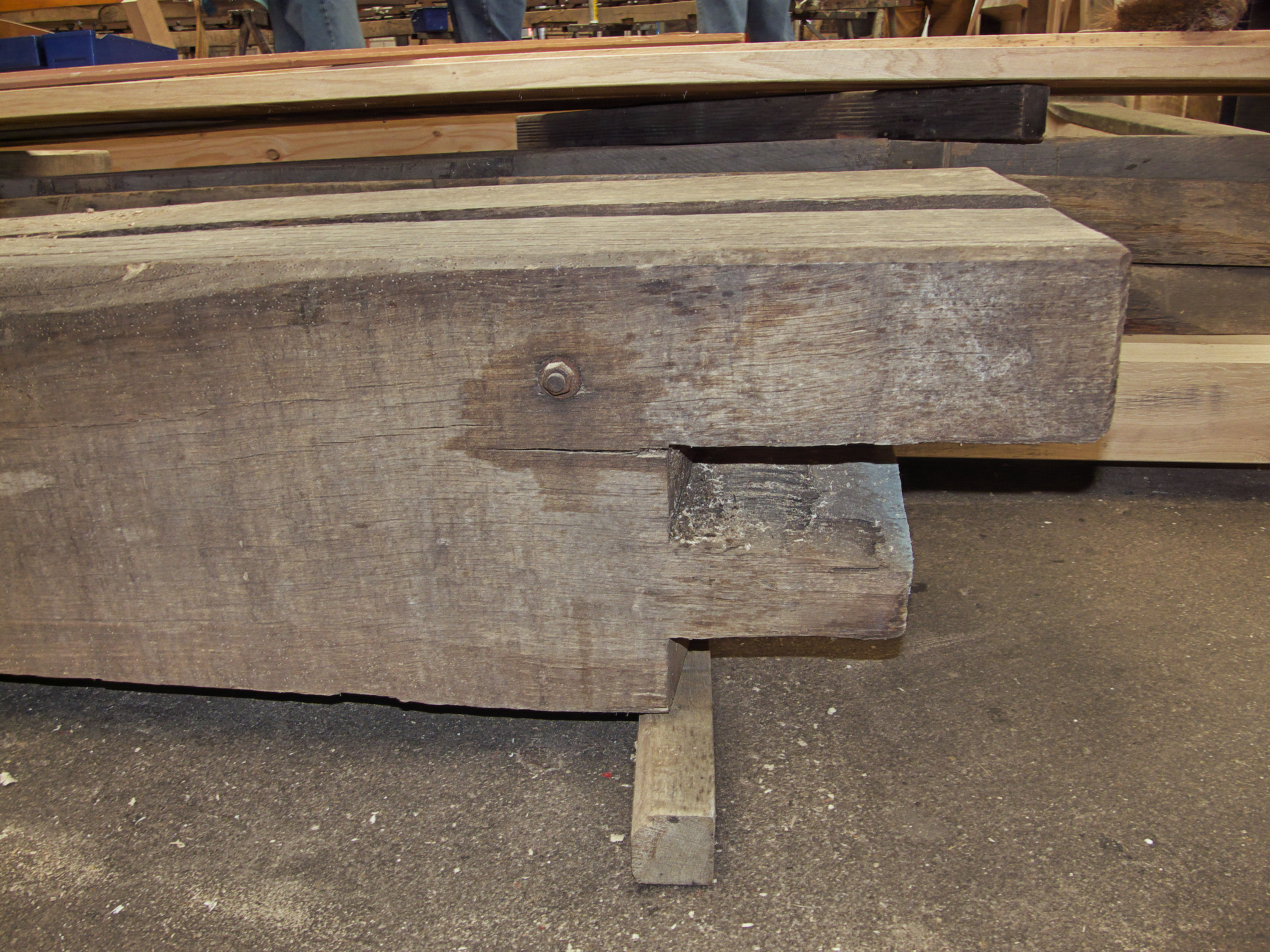
Détail
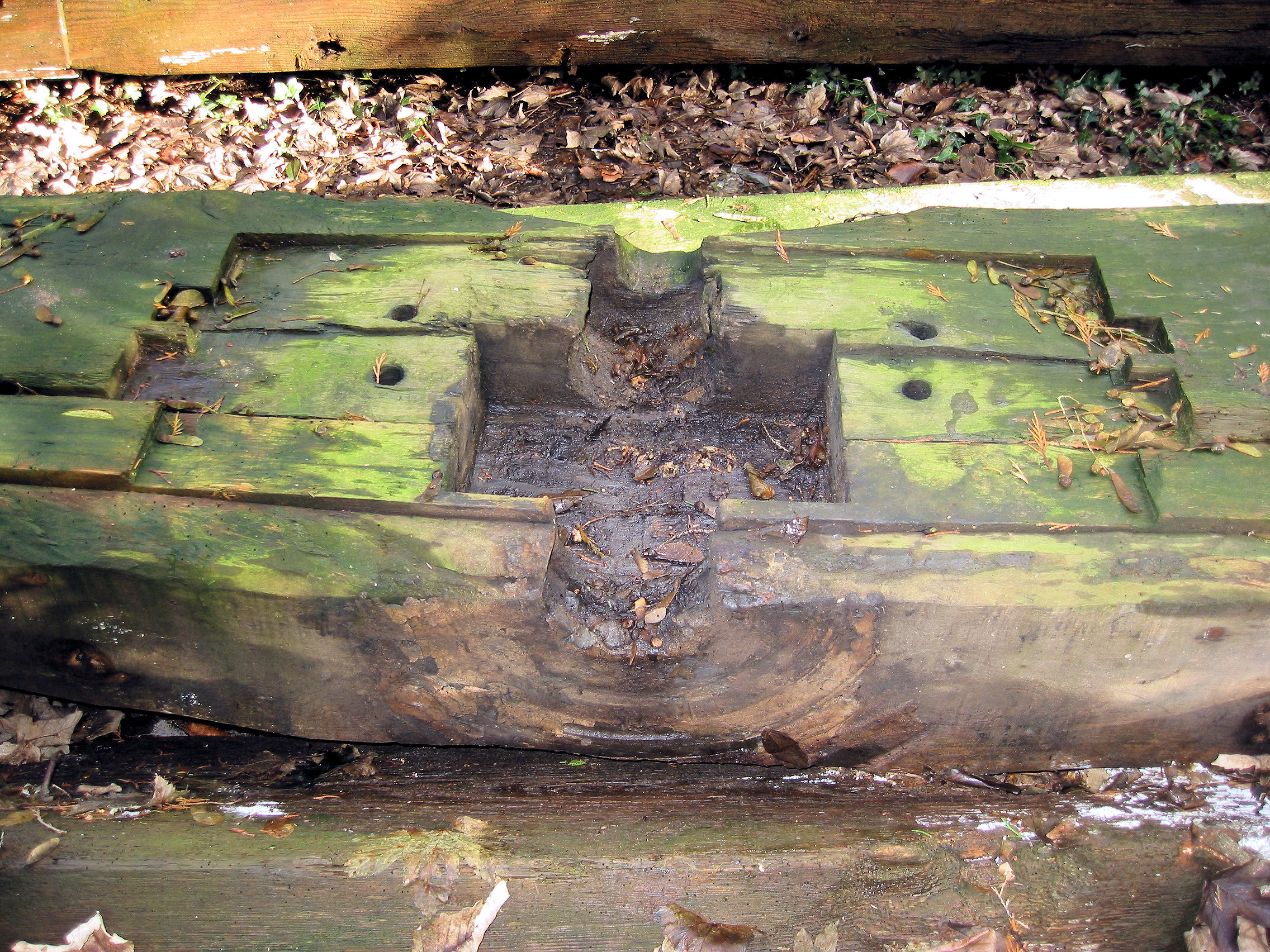
Détail
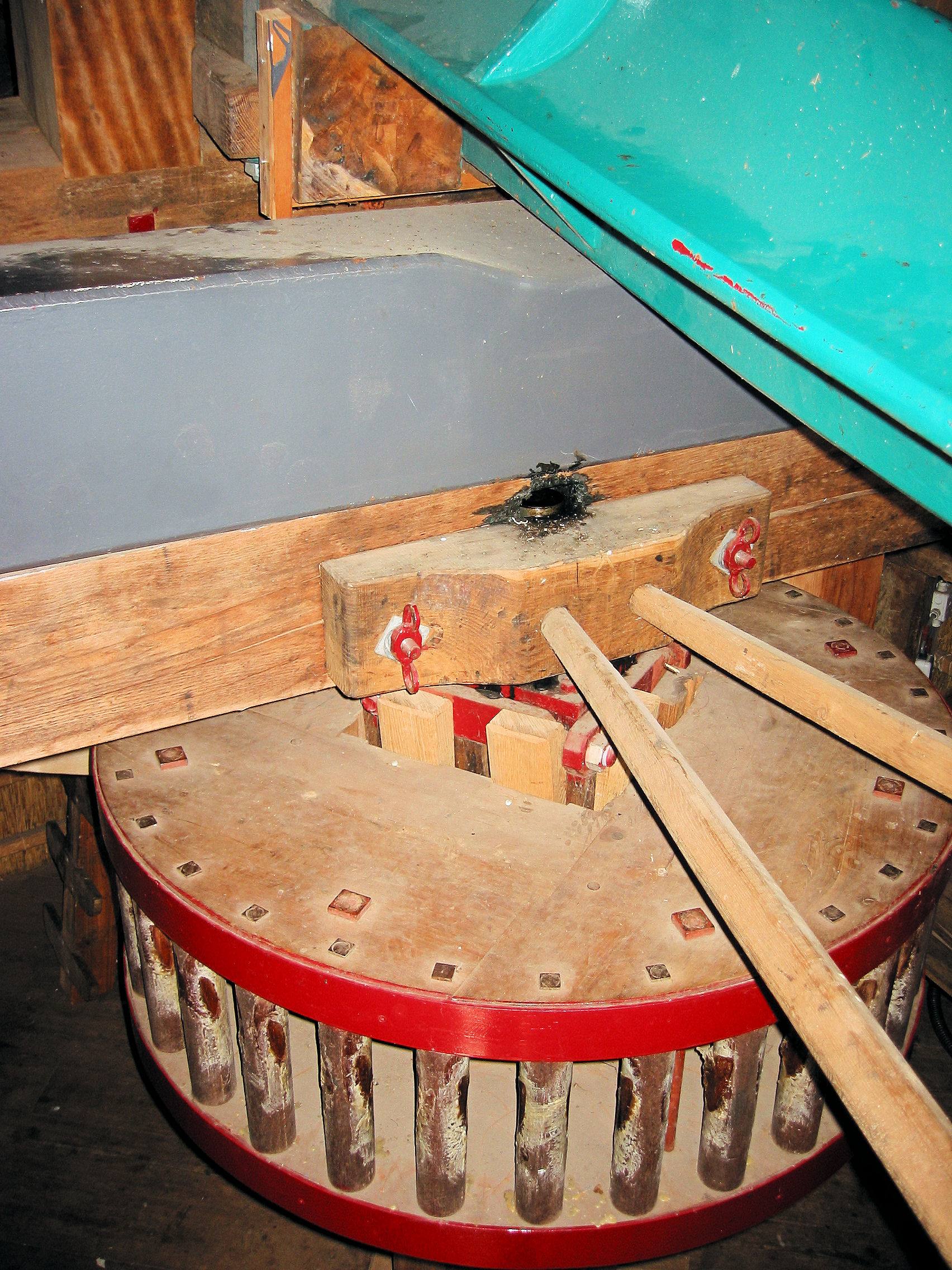
Détail De Vriendschap (Veenendaal)
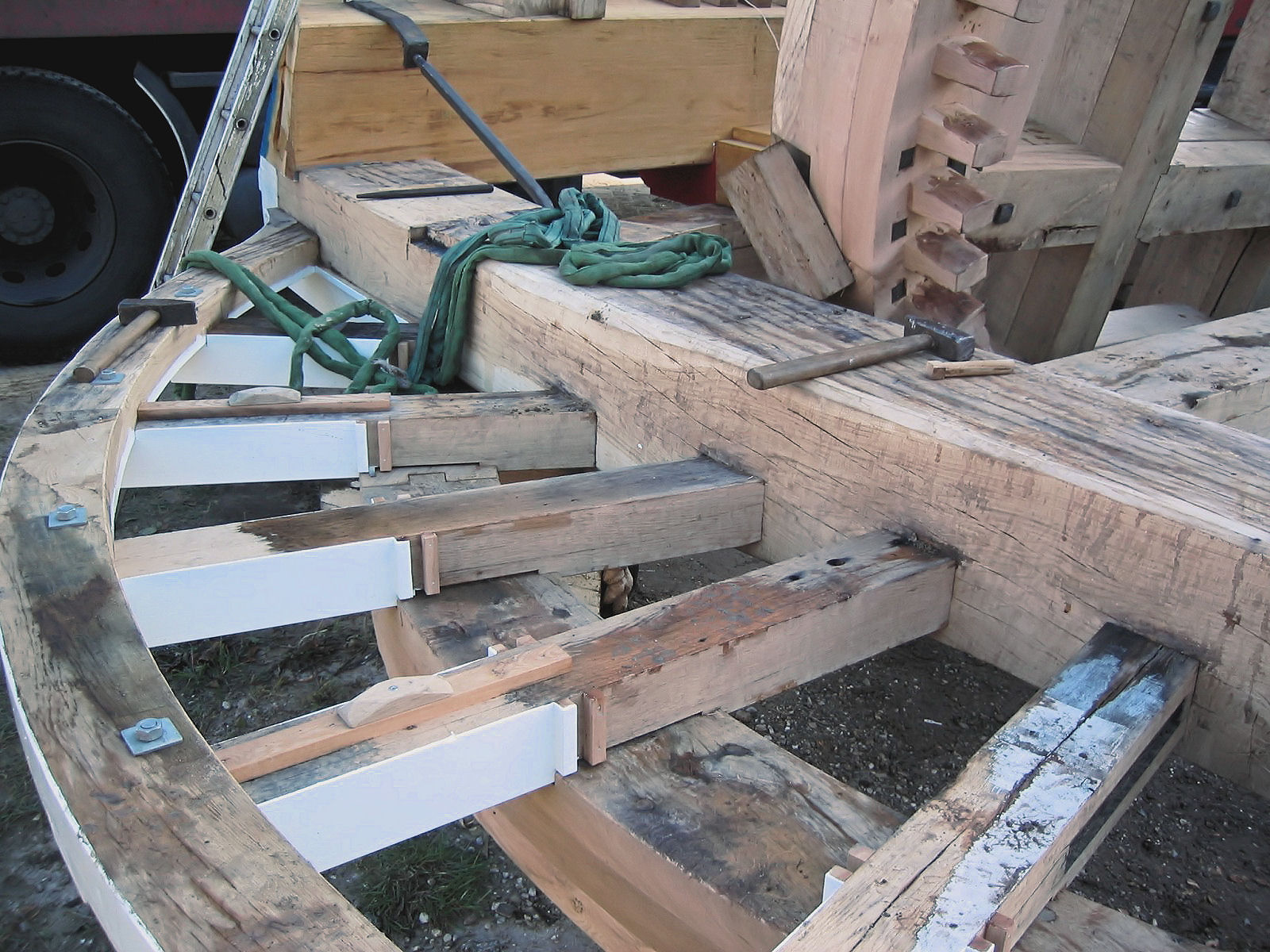
Détail
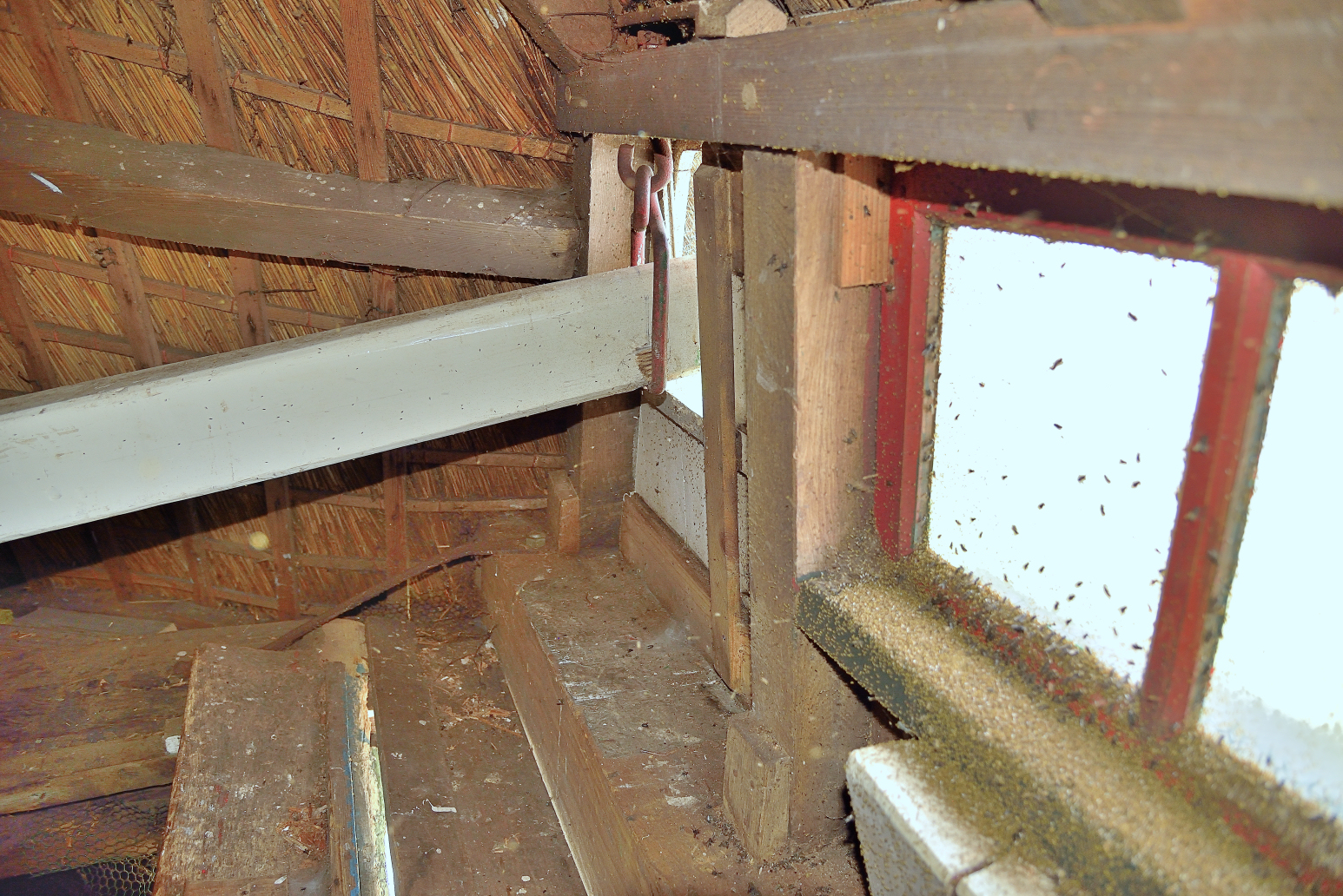
Détail